# Geschichte der Pest

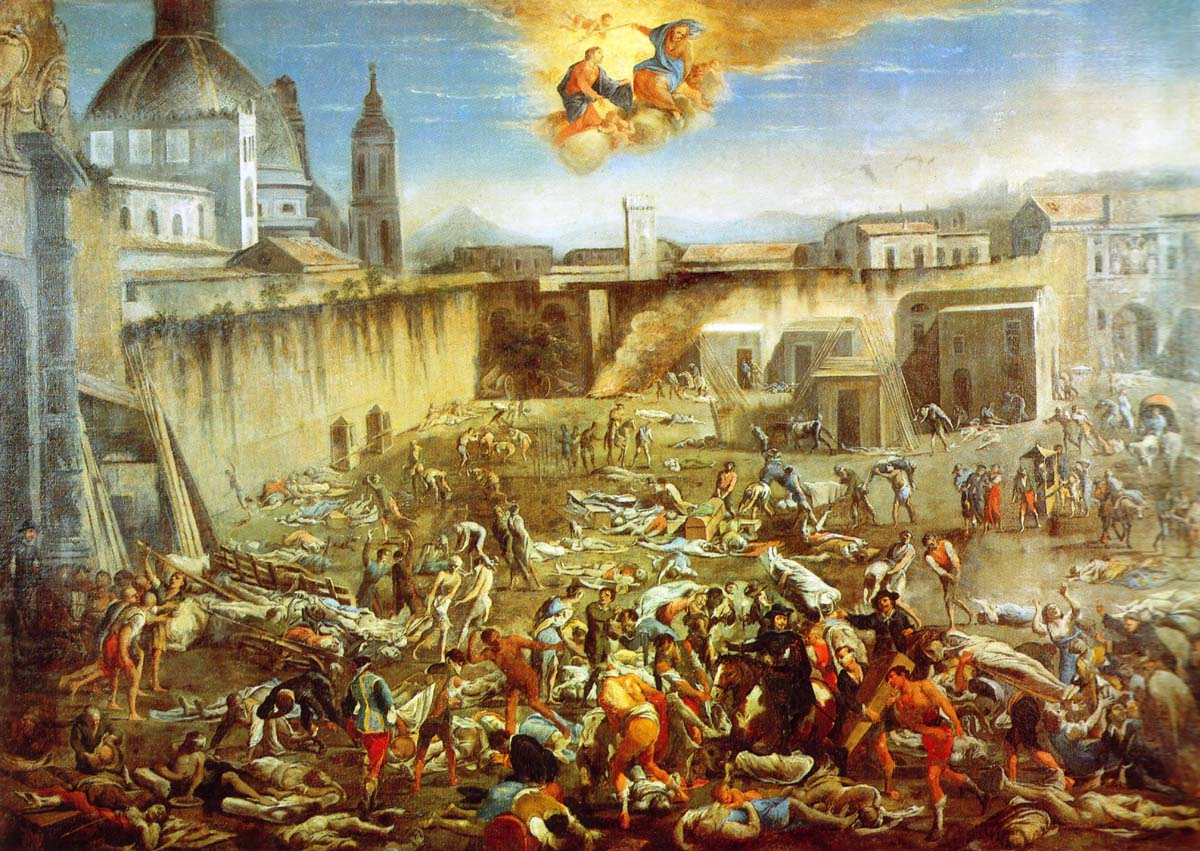
Die Piazza Mercatello in Neapel während der Pest von 1656, Gemälde von Domenico Gargiulo

Die Geschichte der Pest umfasst vor allem die Ursachen und Folgen der historischen Pest-Seuchen. Die großen Seuchenzüge der Pest durchliefen von der Bronzezeit bis zum Ende des 19. Jahrhunderts weite Landstriche und sind ein zentrales Thema der Medizingeschichte. Ihre Erforschung in der Epidemiologie ermöglichte der Medizin (im engeren Sinne der Inneren Medizin und des Spezialgebietes Infektologie/Infektiologie) große Behandlungsfortschritte. Die Seuchen haben nicht selten die politische Landschaft verändert.

## Geschichte

### Vorgeschichtliche Pest
Die ältesten Nachweise von Yersinia pestis stammen aus bis zu 5000 Jahre alten Skeletten aus der pontischen Steppe. Die Pest betraf bereits steinzeitliche Gesellschaften, ihr Erreger ließ sich in einem Zeitraum „von vor 4800 bis etwa vor 3800 Jahren in Skeletten aus ganz Europa nachweisen“. Er war allerdings noch nicht vollständig identisch mit dem Erreger der spätantiken und mittelalterlichen Beulenpest, da ihm einige die Virulenz steigernde Gene – welche späteren Erregerstämmen ermöglichen sollten, im Magen von Flöhen zu überdauern – noch fehlten. Denkbar könnte dennoch sein, dass diese frühe Pest bereits starke demographische Auswirkungen auf die damaligen neolithischen, kupferzeitlichen und frühbronzezeitlichen Gesellschaften hatte, möglicherweise als Infektion über die Atemwege, die auf Populationen mit genetisch unterschiedlich ausgeprägter Empfindlichkeit gegenüber dem Erreger stieß.

### Antike bis Frühmittelalter
Die meisten Forscher nahmen bis zu Beginn des 21. Jahrhunderts an, dass es sich bei den im Altertum im Mittelmeerraum auftretenden Seuchen vor 541 nicht um die Pest handelte. 2011 konnte erstmals das Genom eines Pesterregers von 1349 vollständig rekonstruiert werden. Die von menschlichen Überresten eines Londoner Pestfriedhofs stammenden genetischen Informationen zeigten, dass dieser mittelalterliche Peststamm Vorläufer aller heute noch vorkommenden Pestbakterien ist. Die Forscher schließen daraus, dass der Ursprung der Pest in Ostasien im 13. Jahrhundert liegt. Der erste sicher belegte Ausbruch der Seuche, die Justinianische Pest, ist hingegen von einer im 8. Jahrhundert ausgestorbenen Variante des Pesterregers verursacht worden.

#### Im Alten Ägypten
Vom Ausbruch großer Seuchen wird bereits in der Bibel berichtet: Eine „Pest“ gehört zu den Plagen, die Ägypten vor dem Auszug der Israeliten heimsuchen (Ex 9,1–7 ), wobei sie an dieser Stelle ausschließlich Vieh befällt, und sie löst auch das Massensterben der Philister aus, die sich der jüdischen Bundeslade bemächtigt hatten (1 Sam 5–6 ).

#### Kleinasien, Osteuropa bis Altai
Im späten 14. Jahrhundert v. Chr. wütete im Hethiter-Reich eine Seuche, die nach damaligen Schriftdokumenten mindestens 20 Jahre anhielt und der u. a. der Großkönig Šuppiluliuma I., sein Nachfolger Arnuwanda I. sowie dessen Sohn und vorgesehener Thronfolger erlagen. Auch unter dem nächsten Großkönig Muršili II. hielt diese Seuche noch jahrelang an, wie aus den erhaltenen Pestgebeten hervorgeht, in denen Muršili die Götter anfleht, der Pest doch endlich ein Ende zu bereiten. Aus den Texten geht hervor, dass der König die Seuche als Strafe der Götter für frühere Verfehlungen ansieht. Daher versucht er, von seinen Vorgängern begangenes Unrecht zu sühnen, begreift im Laufe der Zeit aber immer weniger, weswegen die Seuche trotzdem anhält und warum die Strafe der Götter dermaßen hart ausfällt.
Diese Pest ist aber nur ein Ausläufer der bronzezeitlichen Pest, die sich paläogenetisch in zahlreichen Gräbern zwischen Osteuropa und dem Altai nachweisen lässt. Allerdings war der Erreger noch nicht an die vergleichsweise effiziente Übertragung durch den Rattenfloh angepasst, und auch die Symptomatik dürfte noch anders ausgesehen haben.

#### In Griechenland

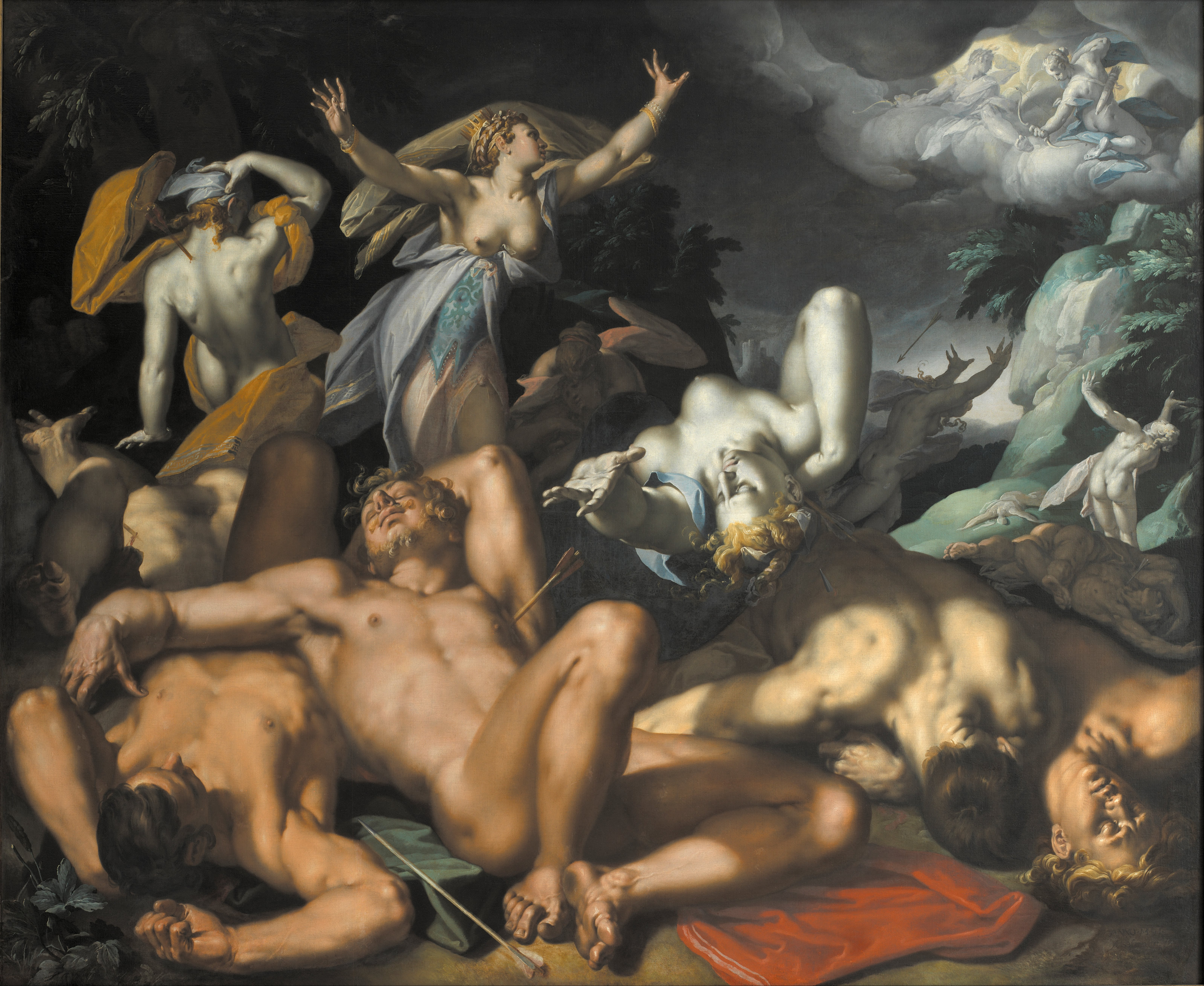
Apollo und Artemis schießen Pestpfeile auf die Kinder der Niobe. Gemälde von Abraham Bloemaert.

In der griechischen Mythologie wurde die Pest durch göttliche Pestpfeile verursacht. So sandte Apollo vor Troja die Pest ins Lager der Griechen. Dass der Pfeil mit der Pest in Verbindung gebracht wurde, führte dazu, dass der Hl. Sebastian zum Pestheiligen erklärt wurde.
Auch Hippokrates (etwa 460–370 v. Chr.) hat wohl, wie aus den hippokratischen Schriften hervorgeht, die Pestplage in Griechenland gesehen. Eine in den Jahren 430 bis 426 v. Chr. in Athen wütende Epidemie zieht seit vielen Jahren das Interesse von Historikern und Medizinern auf sich. Unter anderem wird sie als Attische Seuche und – in einer missverständlichen Übertragung des lateinischen pestis (Seuche) – auch als „die Pest des Thukydides“ bezeichnet. Viele Wissenschaftler unterstellten lange Zeit, dass es sich entweder um die Pest selbst oder um die Pocken handelte. Dass diese Seuche durch Pesterreger ausgelöst wurde, wird heute jedoch stark bezweifelt, da Thukydides die typischen Charakteristika wie Pestbeulen und schwärzliche Flecken auf der Haut nicht beschrieb. Nachdem die geschilderten Symptome in ihrer Gesamtheit auf keine heute bekannte Krankheit passen, werden von Historikern und Medizinern seit langer Zeit auch andere Erreger – inzwischen insgesamt 29 – als mögliche Auslöser diskutiert.
Bei neuen Grabungen 1994/95 unter der Leitung des Archäologen Effie Baziotopoulou-Valavani und der nachfolgenden Untersuchung durch Manolis Papagrigorakis und Mitarbeiter wurde 2005 mittels DNA-Untersuchungen der Erreger Salmonella enterica serovar Typhi identifiziert.
Welche Ursache die Seuche auch immer hatte – in Athen führte die Epidemie zu einem dramatischen Bevölkerungsrückgang und zum Zusammenbruch des sozialen Gefüges mit fatalen wirtschaftlichen Konsequenzen und einem militärischen und politischen Niedergang – durchaus vergleichbar mit den Auswirkungen späterer, eindeutig belegter Pestepidemien.

#### Im Römischen Reich

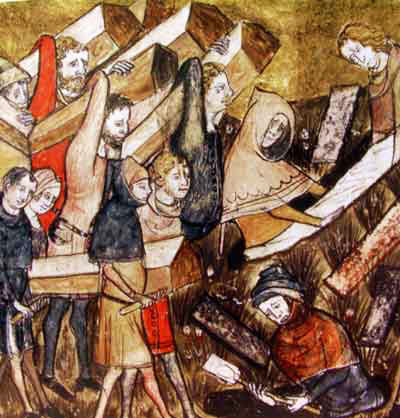
Begräbnis von Opfern der Beulenpest in Tournai. Teil einer Miniatur aus den Chroniken des Abtes Gilles Li Muisis (1272–1352), Bibliothèque royale de Belgique, MS 1376-77, f. 24v.

Das Römische Reich wurde mehrfach von großen Epidemien getroffen. Als erste große Epidemie gilt die sogenannte Antoninische Pest zur Zeit des Kaisers Mark Aurel (161–180), die nach 165 von den aus einem Feldzug gegen das Partherreich zurückkehrenden Soldaten verbreitet wurde. Ob es sich bei dieser Epidemie um die Pest handelte, ist allerdings unklar und gilt als unwahrscheinlich. Seuchenzüge mit tiefgreifenden Auswirkungen auf das Römische Reich traten insbesondere in der Zeit zwischen 250 (Cyprianische Pest) und 650 n. Chr. auf.
Die sogenannte Justinianische Pest zur Zeit des oströmischen Kaisers Justinian (527–565), die 542 in Konstantinopel wütete, trug möglicherweise zum Misserfolg der Restauratio imperii bei und gilt als die größte antike Pestepidemie Europas bzw. erste Pestpandemie. Wie 2013 nachgewiesen werden konnte, war die eigentliche Pest an dieser Pandemie zumindest prominent beteiligt: Dies war das erste Auftreten der Krankheit in Europa. Sie brach zunächst 541 in Ägypten aus, von wo aus sie sich rasant im ganzen Mittelmeergebiet und sogar bis nach Irland ausbreitete. Ob die Seuche tatsächlich aus Indien eingeschleppt wurde, wie man früher meist annahm, oder eher nilabwärts aus Subsahara-Afrika nach Ägypten gelangt war, ist heute umstritten.
Anhand der detaillierten Schilderungen des spätantiken griechischen Historikers Prokopios sowie aufgrund von DNA-Untersuchungen bei Gräbern des 6. Jahrhunderts, die Hinweise auf den Pesterreger lieferten, konnte inzwischen nachgewiesen werden, dass es sich bei dieser Seuche tatsächlich um die Beulenpest handelte, die aber möglicherweise zusammen mit anderen Krankheiten auftrat. So zeigte Anfang 2013 eine an verschiedenen Labors parallel durchgeführte internationale Studie unter der Leitung von Michaela Harbeck und Holger C. Scholz anhand von DNA-Material aus Gräbern aus Aschheim, die eindeutig in das spätere 6. Jahrhundert datiert werden können, dass tatsächlich ein Erreger vom Stamm Yersinia pestis an der Justinianischen Pest beteiligt war. Nach Prokopios starb ein Viertel der Einwohner von Konstantinopel in den Jahren 541 und 542. 544 ließ Justinian, der eine eigene Erkrankung überlebt hatte, das Ende der Pestepidemie verkünden. Diese brach jedoch 557 erneut aus, kehrte im Jahre 570 nochmals wieder und trat bis zur Mitte des 8. Jahrhunderts in etwa zwölfjährigem Rhythmus immer wieder in Erscheinung. In der Folge der Pest und ihrer weitreichenden Auswirkungen auf die Bevölkerungszahlen entstand im Mittelmeerraum und Nahen Osten nach Ansicht einiger Gelehrter ein geopolitisches Machtvakuum. Auch Persien war laut dem Bericht des Prokopios von der Pest stark betroffen. Mehrere Forscher betonen aber, dass die tatsächlichen demographischen Auswirkungen der Seuche aufgrund der problematischen Quellenlage kaum abzuschätzen seien. Dass die Krankheit Ostrom und Persien entscheidend schwächte, kann bislang zumindest nicht belegt werden.
636 unterlagen die Römer den Arabern in der Schlacht am Jarmuk; Anfang 638 siegten muslimische Heere über die Perser in der Schlacht von Kadesia und besetzten anschließend Mesopotamien. Ob die Pest an dieser Entwicklung einen Anteil hatte, wie immer wieder vermutet wird, ist allerdings schwer zu belegen und eher unwahrscheinlich (nach Ansicht vieler Historiker war von größerer Bedeutung für die Siege der Araber der Umstand, dass sich Ostrom und Persien seit 540 in jahrzehntelangen Kriegen gegeneinander aufgerieben hatten). Die Seuche fand ihre Opfer jedenfalls auch in islamischen Heeren. Einem Pestausbruch in Syrien fielen beispielsweise angeblich über 25.000 muslimische Soldaten zum Opfer. Die Zahl der Opfer war im Oströmischen Reich und in Persien jedoch vermutlich höher gewesen als auf der Arabischen Halbinsel mit ihrer ganz anderen Siedlungsstruktur.
746 brach in Konstantinopel die Beulenpest aus. Um 770 verschwand die Pest für fast 600 Jahre aus dem Mittelmeerraum und Europa. Wie es dazu kam und dass nach der ersten großen Pestwelle im 6. Jahrhundert sich die Gesundheitslage der überlebenden Bevölkerung (indirekt) verbesserte, wird in der Forschung seit langem diskutiert. Bereits ab 630 stand Bab al-Mandab, die rund 27 Kilometer breite Meeresstraße und einzige natürliche Verbindung des Roten Meeres mit dem Indischen Ozean, unter muslimischer Herrschaft. Für mehr als 1000 Jahre war es westlichen Schiffen kaum mehr möglich, diese alte Handelsstrecke zu nutzen. Damit wurden direkte Kontakte mit Innerasien schwieriger und seltener. Über die nächsten Generationen konnte sich der Islam zugleich weiter in Richtung Osten ausdehnen, unterbrach aber nicht die alten Handelsrouten der Seidenstraße. Ob diese Veränderungen im 7. Jahrhundert tatsächlich das Verschwinden der Pest im späten 8. Jahrhundert erklären können, muss aber offenbleiben.

### Pestepidemien des Mittelalters und in der Neuzeit

#### Schwarzer Tod Mitte des 14. Jahrhunderts
Das späte Mittelalter ist ab der Mitte des 14. Jahrhunderts durch eine verheerende Pandemie mit der Bezeichnung „Schwarzer Tod“ gekennzeichnet.
Nach einer Hypothese von Autoren wie William Bernstein leiteten erst die mongolischen Eroberungen gegen Ende des 13. Jahrhunderts eine Ära direkter Handelskontakte zwischen Europa und Asien ein, durch die die Pestbakterien, die vor allem in wild lebenden Nagetierpopulationen Asiens vorkommen, erneut nach Europa eingeschleppt werden konnten. Bereits vor der Pandemie von 1347/1348 finden sich mittelalterliche Texte zur Beulenpest. 1338 oder 1339 suchte die Pest die christliche Gemeinschaft der Assyrischen Kirche am Yssykköl-See heim, wie Grabsteinen zu entnehmen ist. In der Region kommt es bis in die Gegenwart immer wieder zu vereinzelten Pestfällen bei Menschen, die mit Nagern (besonders Murmeltieren) zu tun haben. 1345 erkrankten die ersten Menschen in Sarai an der unteren Wolga und auf der Krim, beides im Reich der Goldenen Horde. Im Jahr 1346 trachtete die Goldene Horde danach, die Halbinsel Krim zurückzugewinnen und belagerte daher die von den Genuesern gehaltene Hafenstadt Kaffa. Durch eine genuesische Seeblockade wurde das Übertreten der Pest über die Seehandelsrouten nach Europa unbeabsichtigt um einige Zeit verzögert. In den wegen der Blockade zwischenzeitlich eingelagerten Getreidelieferungen konnten sich in dieser Zeit Nager und Flöhe vermehren. Mit der Wiederaufnahme der Handelsbeziehungen nach Ende der Seeblockade und dem Rückzug der Goldenen Horde wurde das eingelagerte Getreide inklusive der Wirte über die Handelsrouten an die europäischen Häfen gebracht und die Pest so besonders potenziert nach Europa übertragen. Ältere Forschungsansätze, wonach die Pest im Gefolge des Heeres der Goldenen Horde nach Kaffa und von dort weiter in den Westen gebracht worden wäre, gelten als veraltet. Diese Ansätze beruhen zumeist auf dem Quellentext von Gabriele de Mussi, dessen Authentizität inzwischen in Zweifel gezogen wird. Zwar ist eine potenzierte Ansteckungsrate unter den Menschen in Kaffa während des Konflikts nicht ausgeschlossen – wenn auch bisher nicht nachweisbar. Diese erklärt aber in keinem Fall die anschließende Seeübertragung. Plausibler deshalb: Gerade der Konflikt bei Kaffa und die Seeblockade sorgten für eine kurzzeitige Verzögerung der Verbreitung und eine potenzierte Übertragung nach Aufhebung der Blockade.
Der „Schwarze Tod“ wird überwiegend für eine Variante der Pest gehalten und gilt demnach als der erste Ausbruch der Krankheit seit dem 8. Jahrhundert. Sie breitete sich bis nach Island und Norwegen aus und wurde dort als „Svarte Dauden“ und „Den store Mannfall“ bezeichnet. Dass es sich bei dem Erreger tatsächlich um Yersinia pestis gehandelt hat, wurde 2011 zweifelsfrei festgestellt.

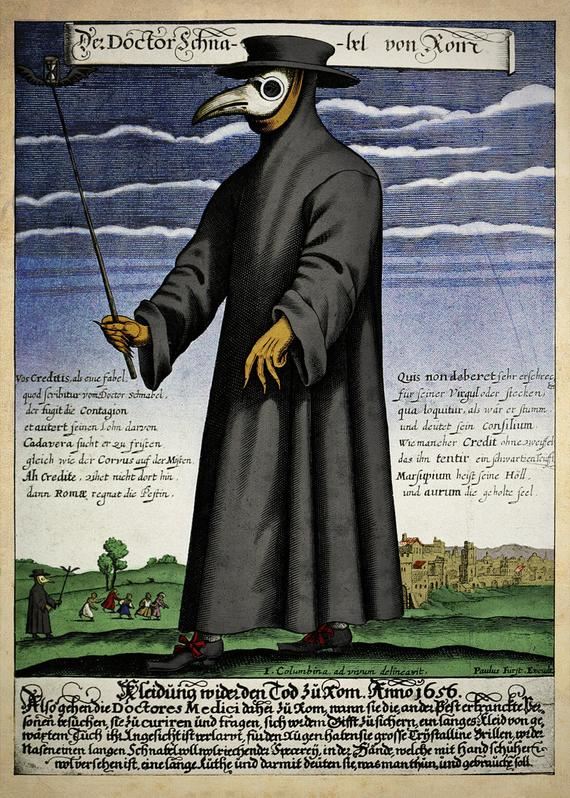
Doktor Schnabel von Rom: Arzt mit Schnabelmaske mit Kräutern und Stock zum Fernhalten von Erkrankten (1656), ein Pestdoktor.

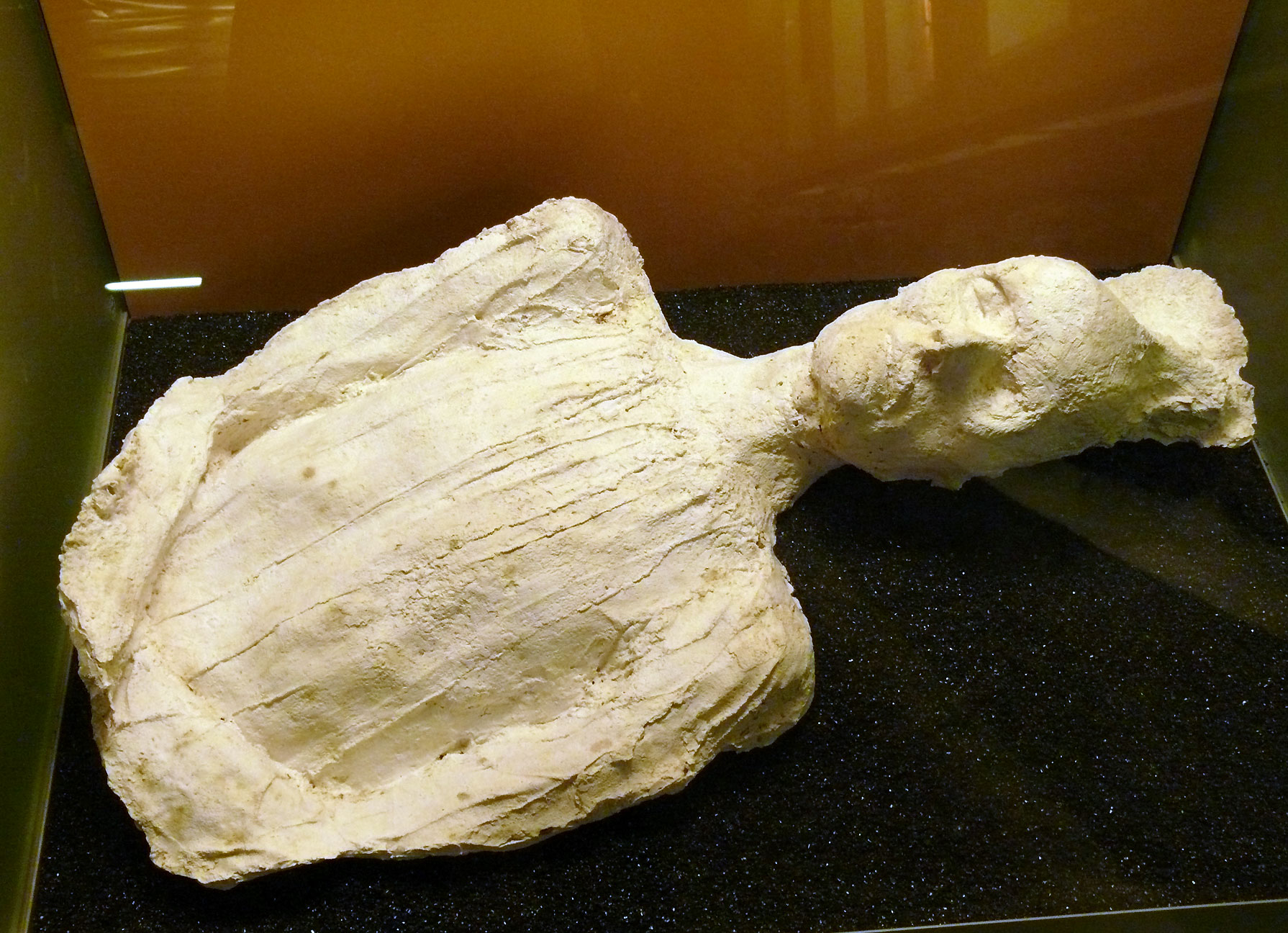
Abguss einer Pestleiche aus dem 17. Jahrhundert

#### Europäische Pestepidemien des 14. bis 18. Jahrhunderts

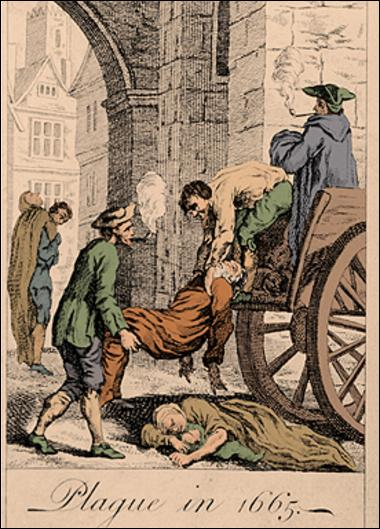
Bild der großen Pest in London, 1665/66

Nach der schweren Pestepidemie, die 1347 begann, dem „Schwarzen Tod“, suchte die Seuche in lokalen Epidemien in den nächsten drei bis vier Jahrhunderten in nahezu regelmäßigen Abständen verschiedene Gebiete Europas heim. So kam es etwa 1360/1361 zu einem schweren Ausbruch von Pestepidemie, unter anderem in der Schweiz. Der gefährlichste Pestherd blieb in dieser Zeit Konstantinopel mit seinen vielen verschachtelten Fachwerkbauten und katastrophalen hygienischen Zuständen. Konstantinopel wurde als das „Königreich der Ratten“ bezeichnet.
Als Beispiel dafür, wie sich die Epidemien zu einer Art Dauerproblem entwickelten, seien im Folgenden die Epidemien im nördlichen Teil Europas aufgeführt.
Manche Seuchen sind direkt in Quellen erwähnt, andere wiederum werden durch eine signifikant ansteigende Zahl von Testamenten erschlossen.
- 1356 wurden Frankfurt a. M. und Hessen sowie Würzburg[28] erstmals von einer Pest heimgesucht und 1357 Böhmen und Polen.[29]
- Um 1357 soll eine Pest in allen wendischen und deutschen Seestädten gewütet haben und in Preußen sollen in kurzer Zeit 13.000 Menschen daran gestorben sein.[30]
- Die große Pest in Dänemark 1361 soll von dem Heer König Waldemars aus Schonen eingeschleppt worden sein.[31] Die Pest wütete 1358 in Hamburg und Lübeck und breitete sich 1360–1362 umfassend in den Niederlanden aus: Holland, Gent, Deventer, Namur, Flandern, Lüttich und Huy.[32]
- Die isländischen Annalen berichten von Epidemien in Norwegen für die Jahre 1360, 1370/1371, 1379, 1390 und 1392. Das durch die Pest verursachte Bevölkerungsminimum in Norwegen wird mit rund 200.000 angesetzt. Die Bevölkerungszahl aus der Zeit vor der großen Pest wurde erst um die Mitte des 17. Jahrhunderts wieder erreicht.[33]
- In Roskilde ist für 1360 eine Seuche nachgewiesen. Sie heißt dort „pestis gravis“, und ihr fiel der Erzbischof Jacob Nielsen Kyrning von Lund am 23. Januar 1361 auf Bornholm zum Opfer.
- Das Minimum des Bevölkerungsniveaus in England, den Niederlanden, Frankreich und Katalonien kann für die Zeit zwischen 1450 und 1500 angesetzt werden. In England lag der pestverursachte Bevölkerungsrückgang bis 1500–1520 um 60 %. Dort wurde die Bevölkerungszahl des Mittelalters erst wieder 1750 erreicht.[34]
- Im schwedischen Annal Chronologia ab anno 1266 ad 1430 ist für das Jahr 1360 notiert: „Iterum pestilencia fuit magna que vocabatur barnadödh.“[35]
- Von 1360 bis 1494 wurden in den Niederlanden 15 Epidemien gezählt.
- In England wütete die „Second Pestilence“ von 1361 bis 1362, von der die zeitgenössischen Quellen berichten, dass sie die erste große Pest seit dem Black Death gewesen sei.[36] Lokaluntersuchungen in England aus den „Inquisitiones post mortem“ zeigen, dass die Sterblichkeit 1361 örtlich wesentlich höher lag als 1349.
- 1367–1369 war Schleswig-Holstein heimgesucht, wobei Hamburg, Lübeck, Ratzeburg und Stralsund betroffen waren.[37]
- Eine weitere Epidemie traf 1367–1370 Dänemark, Flandern, Holland, Deventer, Namur, Utrecht, Brabant, Tournai und die Picardie, aber auch England, Wales und Irland.
- Um 1371 gab es auch eine Pestwelle in Norwegen.[38]
- In den Flateyar annálar ist eine Pest in Norwegen für 1379 erwähnt. Für das nächste Jahr berichten diese Annalen, dass 6 Schiffe nach Island gekommen seien, die die Beulenpest nach Island eingeschleppt hätten. Diese habe sich über das ganze Land ausgebreitet, unter anderem seien mehr als 12 Priester daran gestorben. Lögmanns-annáll berichtet das gleiche Ereignis, datiert es aber auf 1378.
- Für die Zeit zwischen 1378 und 1383 wird „The Fourth Pestilence“ in England und Schottland erwähnt. Es gibt auch Spuren für eine Epidemie in Hamburg, Wismar und Stralsund in der Zeit 1375–1376 und in den Niederlanden 1382–1384.
- Island wurde nur zweimal von den spätmittelalterlichen Pandemien betroffen: 1402–1404 und 1494–1495.[39] Die Pest von 1402 soll 50 bis 60 % der Bevölkerung Islands vernichtet haben.
- Eine dänische Chronik berichtet über Pest im Jahre 1406 nach einer großen Regenflut in Dänemark, Schweden und Norwegen. Jeder zehnte starb an der Krankheit.[40]
- Das Vadstena-Diarium des dortigen Birgittiner-Klosters ist ein „liber memorialis“ mit vielen Informationen über das Spätmittelalter, besonders über die Jahre 1344–1545.[41] Es wurde wahrscheinlich kontinuierlich ab 1392 geführt. Dort ist eine ganze Reihe von Pestepidemien in Schweden und Nordeuropa angeführt. Folgende Pestjahre sind erwähnt: 1350, 1413, 1421, 1422, 1439, 1450, 1455, 1465, 1484, 1495, 1508.
- Schleswig-Holstein wurde 1406, 1420–1421, 1439–1440, 1448, 1450–1451, 1464, 1483–1485 betroffen, zusätzlich 1423, 1433 und 1438 mit unsicherem Quellenbeleg.[42]
- Eine besonders schwere Pestwelle fand in Nordeuropa nach allen gut belegten Quellen um 1448/1449 in Schweden, Dänemark, Niederlanden, Deutschland, Baltikum und England statt. Berlin war 1451 und 1484 von einer Pestepidemie betroffen, worüber zwei „Berliner Totentänze“ bildlich berichten.[43]

Im 15. Jahrhundert verfasste Christian von Geren eine verhältnismäßig umfassende Chronik über die Pest seiner Zeit. Er stammte aus Lübeck, erhielt eine geistliche Ausbildung und war seit 1449/1450 Sekretär des hanseatischen Kontors in Bergen. Für die 1450er- und 1460er-Jahre schrieb er über die Pest:

„Anno 51 [1451] was grote pestilencie to Lubeke; anno 52 to Bergen, da storven 200 Dudessche in 1/2 jare; ok annao 59 to Bergen. Unde to Lubeke was pestilencie anno 64 …“

Die Pest von 1464 ist auch im Baltikum und in Teilen Norddeutschlands, in den Niederlanden, in Stockholm und anderen Stellen Schwedens und in England belegt.
- 1456–1459 tritt Pest in den Niederlanden auf.
- Es gibt sichere Quellen über Pestwellen in Canterbury im 15. Jahrhundert: 1413, 1419, 1420, 1431, 1447, 1457, 1465, 1467, 1470, 1471 und 1487.[44]
- 1478, 1485 und 1498 kam es zum Ausbruch der Pest in Venedig, zwischen 1361 und 1528 soll es in Venedig 22 Ausbrüche der Beulenpest gegeben haben.
- Für die Zeit um 1500 gibt es einen Hinweis in einem schwedischen Diplom, dass eine geplante Zusammenkunft der Reichsratsabteilung Nordafjells für 1500 wegen Pest abgesagt wurde.
- Viele Quellen belegen eine Pestwelle im Nord- und Ostseegebiet zwischen 1502 und 1508.[45]
- Die Pest erreichte Finnland 1505 und Schweden wieder 1508. Åbo wurde 1504 und 1508 betroffen.[46]
- In Småland gab es 1510 die Pest und in ganz Schweden 1517.[47]
- Pskow erreichte die Pest 1506.
- Nowgorod wurde 1508 getroffen.[48]
- In der Stadt St. Gallen trat die Pest zwischen 1500 und 1640 mindestens 14 Mal auf. Nach 1580 kam es außerdem in Zyklen von vier bis fünf Jahren zu Pockenausbrüchen, an denen vor allem jüngere Kinder starben. Auch weitere Orte der Schweiz[49] waren betroffen.
- 1518–1525 herrschte eine Pestwelle in Europa. Der erste Professor an der neu gegründeten Universität Kopenhagen, Petrus de Scotia, starb am 24. Juli 1520 an der Pest.
- Das britische Quellenmaterial weist für 1518–1521 eine Pest aus. 1518 war sie in Oxford und Nottingham. Nach Southampton kam ein Schiff von Venedig mit der Pest an Bord. 1521 waren größere Epidemien in York und London (great pestilence and death). Auf Schottland und Irland griff die Pest ebenfalls über.[50]
- 1518–1519 gab es eine Pestepidemie in den Niederlanden. Das Quellenmaterial bezieht sich auf Gouda, Schiedam, Leiden, Gorinchem und Haarlem. Eine besonders hohe Sterblichkeit ist in Gouda für 1521 und in Amsterdam für 1522 bezeugt.[51]
- Von 1518 bis 1520 herrschte in Oberitalien die Pest.[52]
- Am 25. Juli 1521 begann eine große Pest in Hamburg und dauerte bis 6. Dezember 1521.[53]
- In Schleswig-Holstein kam es 1524–1525 zu einer Epidemie.[54]
- Hamburg war auch 1526 betroffen.
- 1524–1526 waren die Niederlande betroffen, 1526 am stärksten.
- In Schleswig ist sie 1524 belegt.[53]
- 1525–1529 wird die Pest in Lübeck erwähnt. Allerdings verwenden die Protokolle des Domkapitels von Lübeck 1529 erstmals den Ausdruck „pestis sudorosa“, was dann zum gängigen Ausdruck für den „Englischen Schweiß“ wird.[55] Diese Welle wird durch den Stadtmedicus Rembertus Giltzheim eingehend chronologisch beschrieben.[56]
- 1528 war in Hoorn die Pest ausgebrochen, 1530 in Dordrecht und Woerden.[57]
- 1529–1530 gab es eine umfassende Pest in Norwegen[58] und in Halland.[59]
- 1545 und 1546 gab es eine umfassende Epidemie in England. Betroffen waren Berkshire, Worcester, Leicestershire, Lichfield, Exeter und East Sussex. Die Todesrate lag 26,6 % über normal. Bei dieser geringen Erhöhung der Todesrate ist zu berücksichtigen, dass in den genannten Grafschaften nicht mehr als 15 % der Gemeinden betroffen waren, was den Gesamtdurchschnitt der Grafschaft vermindert.[60]
- 1547 gab es auch eine Epidemie in Hamburg und Lübeck.
- 1547–1550 gab es in Deutschland weiter südlich Epidemien, 1550 in Danzig.[61]
- 1550, 1560, 1566, 1574, 1589, 1592–1594, 1628–1631 und 1635 war die Pest in der Bündner Stadt Chur, am meisten Opfer waren 1594 mit 550 Toten zu beklagen, was ungefähr ein Drittel der Bevölkerung umfasste.[62]
- Der nur drei Wochen dauernden Pestepidemie von 1555 im hessischen Nidda fielen 300 Menschen zum Opfer. Das war ein Drittel der Bevölkerung dieser Stadt.
- Ähnliches gilt für die kleine Stadt Uelzen, die zu Beginn des 16. Jahrhunderts ungefähr 1200 Einwohner hatte. Uelzen gehört zu den Städten, die bereits im 16. Jahrhundert genaue Register über ihre Einwohner führten. So weiß man, dass im Jahr 1566 in Uelzen genau ein Viertel der Einwohner, 295, starb, von denen 279 der Pest erlagen. 1597 – Uelzens Einwohnerschaft war mittlerweile auf ungefähr 1600 Einwohner angestiegen – starben 554 Einwohner, davon 510 an der Pest.

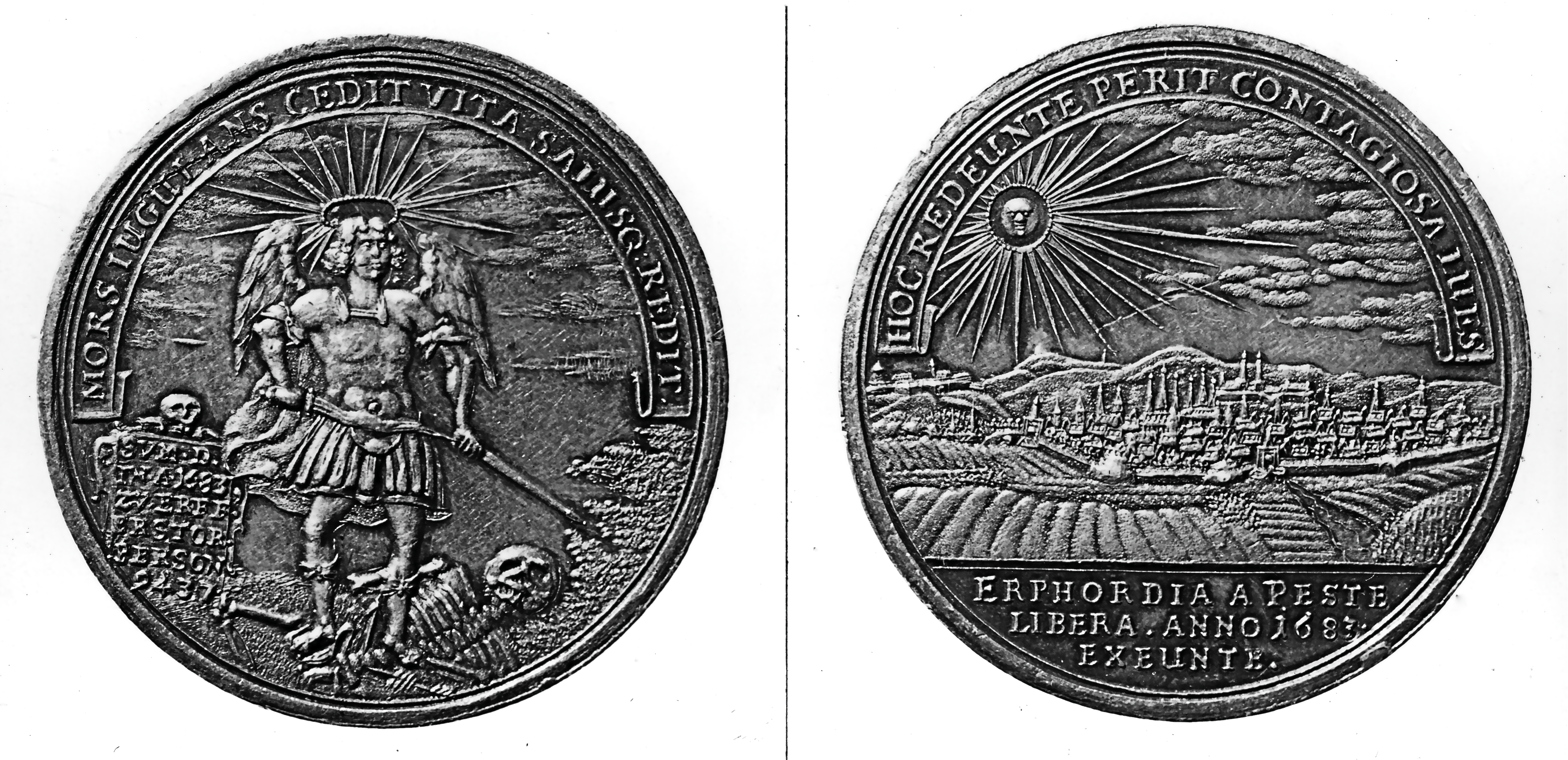
Gedenkmedaille, ein sogenannter Pesttaler, aus Silber auf die Beendigung der letzten Erfurter Pestepidemie von 1683; Vorderseite: Erzengel mit Schwert, zu seiner Rechten eine mit einem Totenschädel gekrönte Tafel mit der Inschrift: SVM. D. IN A. 1683 ZV ERFF. ERSTORB. PERSON. 9437; Rückseite: Ansicht der Stadt Erfurt von Norden

- 1618 bis 1648 fand in Teilen Europas der Dreißigjährige Krieg statt. Kriegshandlungen und Begleiterscheinungen des Krieges begünstigen Hungersnöte und Seuchen.
- 1625 trat die Pest in Deutschland auf.[63]
- Von 1629 bis 1631 wütete die Pest in Norditalien. In nur einem Jahr, zwischen 1630 und 1631, starben ungefähr ein Drittel der Einwohner Venedigs, circa 46.000 von 140.000 Bewohnern. Den Höhepunkt erreichte die Seuche im November 1630: Innerhalb dieses Monats starben 16.000 Venezianer.[64] Diese Pest gilt als Beginn des Niedergangs der Republik Venedig.
- Die Region Dresden in Sachsen wurde während des Dreißigjährigen Krieges mehrfach von der Pest heimgesucht (1626, 1632/33, 1637 und 1640). 1680 kam es zu einer noch verheerenderen Pestepidemie.[65]
- Von 1630 bis 1633 in der Toscana, unter anderem in Montelupo.[66]
- 1635 raffte die Pest vierhundert Einwohner des westfälischen Ortes Leiberg hinweg.
- 1656 in Rom.[67]
- 1663 in Hamburg.[68][69][70]
- Zu weiteren schweren Epidemien kam es 1665/66 in England mit etwa 100.000 Toten (siehe Große Pest von London).
- In Wien grassierte die Pest 1678/79, also zu der Zeit, als dort der sogenannte liebe Augustin lebte.
- Im kleinen thüringischen Ort Bielen starben im Jahr 1682 rund siebenmal so viele Menschen wie gewöhnlich. Am 7. Juni starb als Erste die 43-jährige Ursula Elisabeth Börnicke, am 28. Dezember als Letzter Hans Weber. Der Pastor von Bielen erläutert in einer Nachbemerkung zu den Sterbefällen des Jahres, wie dort mit den Infizierten umgegangen wurde: „Die meisten von denen, so in diesem Jahre an der Pest verstarben, haben vor dem Thore in einer Hütten sich aufhalten müssen, und sind auch vor dem Thore begraben worden; die wenigsten aber sind in ihrer ordentlichen Wohnung gestorben und des Nachts in der Stille auf dem Kirchhofe beerdigt worden.“[71]
- Der letzten Pest in Erfurt fiel 1683 mehr als die Hälfte der Einwohnerschaft zum Opfer (9437 Tote). Eine aus diesem Anlass gefertigte Medaille, der sogenannte Pesttaler, erinnert daran.
- Die Große Pest von 1708 bis 1714 wütete in Siebenbürgen, Polen, Litauen, Ostpreußen, Kurland, Livland, Estland, Pskow und Nowgorod in Russland, Finnland, Schweden, Hinterpommern und Schwedisch-Pommern, Dänemark, Schleswig-Holstein, Hamburg und Bremen-Verden, Ungarn, Böhmen und Mähren, Österreich und der Oberpfalz; in diesen sieben Jahren kamen insgesamt mehr als eine Million Europäer ums Leben.

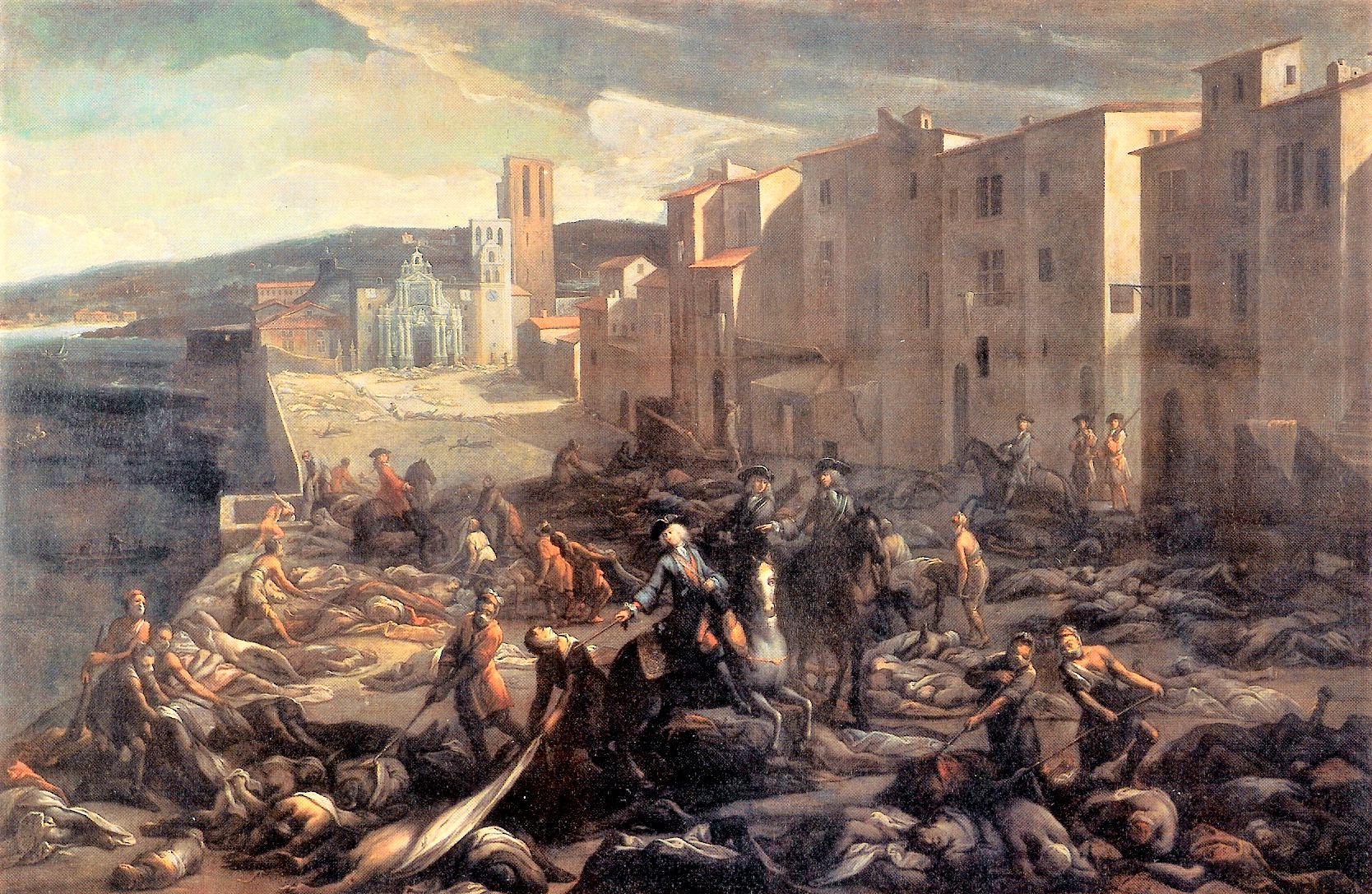
Pest in Marseille 1720

- Im Bayerischen Wald grassierte die Pest von 1349 bis 1742 vierhundert Jahre lang wohl in ungefähr 15 kleineren oder größeren Epidemien. Dabei traf es die Region im 14. und 15. Jahrhundert etwas schwächer als andere Regionen. Der Höhepunkt dürfte dort in Folge des Dreißigjährigen Krieges 1649/50 gewesen sein. Ein sehr spätes Auftreten der Pest ist für den Bayerischen Wald im Jahr 1742 aufgrund des Österreichischen Erbfolgekriegs belegt.[72]

Die letzten Pestepidemien trafen Europa im 18. Jahrhundert. Aus Sorge vor einem Ausbruch auch in Berlin ließ König Friedrich I. dort ein Pesthaus errichten, aus dem die Charité hervorging. Im Mai 1720 trat die Pest wieder in Marseille und in der Provence auf und verschwand erst wieder 1722. Zu ihrer Bekämpfung wurde die dortige Pestmauer errichtet.
Nachdem die Pest 1771 in Moskau aufgetreten war, wo ihr Ausbruch die Moskauer Pestrevolte auslöste, blieben weitere Pestepidemien in Europa aus.

#### Umgang mit der Pest
Durch das sogenannte Pestgutachten, das die Medizinische Fakultät von Paris im Auftrag von Philipp VI. ohne Nennung der Autoren erstellt und im Oktober 1348 abgeschlossen hat und das zu verschiedenen epidemiologischen, präventiven und therapeutischen Möglichkeiten der Seuche Stellung nahm, wurde fast die gesamte europäische Pestliteratur im 14. Jahrhundert beeinflusst. Insbesondere der Maßnahmenkatalog im Pariser Pestgutachten (etwa lateinisch als Compendium de epidemia per collegium facultatis medicorum Parisius ordinatum) zur Seuchenprävention wurde in viele europäische Landessprachen übersetzt und verbreitet. Als mögliche Ursache der Pest wurde von der Pariser Medizinischen Fakultät 1348, Anregungen von Gentile da Foligno folgend, noch ein komplexer Schöpfungsakt magistraler Kräfte mit Ineinandergreifen von terrestrischen und kosmischen Voraussetzungen beim Zustandekommen der Seuche bzw. des Pesthauchs angesehen. Mit den diätetisch-kurativen Empfehlungen und Rezepten aus dem als Derivattext aus dem Pariser Pestgutachten, das eine geregelte Lebensweise, gesunde Ernährung und kurative Maßnahmen wie die Verabreichung von – wie man heute weiß antibakteriell wirkenden Mitteln – enthält, vielleicht schon 1349 hervorgegangenen, von Prag aus verbreiteten Sinn der höchsten Meister von Paris („sinn der hogistin meyster von Paris“) wurde der an die Gattin eines Plauener Vogtes gerichtete, sogenannte „(Pest-)Brief an die Frau von Plauen“ zwischen Österreich und Flandern verbreitet. Darin wird der sofortige Aderlass bei Auftreten von Pestbeulen (Bubonen) empfohlen (je nach Auftreten der Pestbeulen an acht verschiedenen Stellen). Insbesondere als Anweisung für praktisch tätige (Pest-)Ärzte, aber auch Laienheilkundige wurden dazu grafische Darstellungen der entsprechenden Aderlassstellen publiziert, die auch im Spätmittelalter und der frühen Neuzeit noch angewendet wurden. Ein häufiges von den Ärzten angewandtes Mittel gegen die mit übelriechendem Dunst verbundene Pest war das Verbrennen aromatischer Substanzen oder Kräutern wie Wacholder, Baldrian und Bibernelle. Im Jahr 1371 folgte der Prager Sendbrief Missum imperatori als weitere in Europa wirksame und wie zuvor der um 1360 erschienene Brief an die Frau von Plauen insbesondere von Laien(ärzten) rezipierte bzw. verbreitete Publikation zur Seuchenbekämpfung.

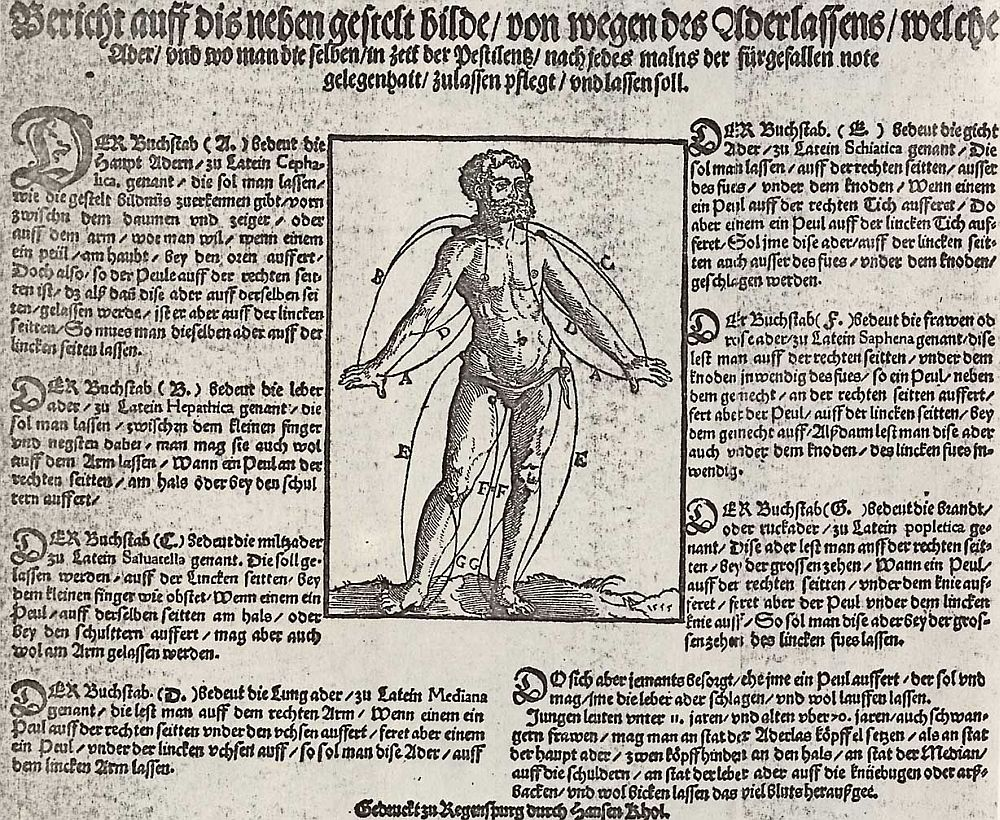
Behandlung der Pest durch Aderlass (1555, Michael Ostendorfer)

Ab 1410 traten, ausgehend vom Ostalpenraum, wiederholt Pestepidemien im süddeutschen Raum auf. Medizinische Maßnahmen gegen die Pest boten kleine Pestschriften, die ab 1348 auch von deutschsprachigen Ärzten verfasst wurden und beispielsweise von Apothekern in Umlauf gebracht wurden. Zu den ältesten deutschsprachigen Pesttraktaten, eine meist an Laien gerichtete Gattung der medizinischen Kleinliteratur, gehört der Schatz der wîsheit, der 1349 von den Ärzten Rudolf Schwenninger, Bernhard von Rostock, Heinrich von Lübeck (wahrscheinlich identisch mit dem Verfasser eines Malerfarbenrezepts namens Heinrich von Lübegge in einem anderen Straßburger Manuskript), Heinrich von Sachsen (seinerzeit prominenter Straßburger Arzt und Geistlicher, der unter anderem Graf Rudolf IV. von Habsburg-Laufenburg behandelte) und Albert von Parma im Auftrag des Straßburger Rates verfasst wurde.
Man fasste diese „Pest“ häufig als Strafe Gottes auf. Das führte vielerorts dazu, dass man sich in sein Schicksal ergab und gar nicht erst versuchte, der heranrückenden Pest zu entkommen. Stattdessen wurden Bußpraktiken empfohlen, um Gott wieder zu versöhnen. Das führte zu einem Aufschwung der Geißlerumzüge. Außerdem wandte man sich an die Pestheiligen St. Rochus und St. Sebastian.
Es gibt eine Anordnung des Bischofs von Bergen (Norwegen) und des Domkapitels zur Bekämpfung einer nicht genauer beschriebenen Pestepidemie von 1445, deren Beginn unklar ist. Es handelt sich um Messen, Almosen, Prozessionen, Fasten und Altargang über fünf Tage. Solche Maßnahmen waren zur Pestbekämpfung europaweit üblich. Besonders die Messen und Prozessionen trugen zur Verbreitung der Pest bei. Erst 1498 untersagte man in Venedig beim Auftreten der Pest alle Gottesdienste, Prozessionen, Märkte und Versammlungen.
Das massenhafte Sterben führte zur Anlage von Pestfriedhöfen mit Sammelgräbern. Lagen sie weiter außerhalb des Orts, führten zu ihnen zuweilen Totenstraßen.
Heilende Therapien gab es nicht, dennoch sind mehrere Rezepturen zur Behandlung der von der Pest betroffenen Menschen überliefert. Die Patienten wurden zum Beispiel mit Essig besprüht oder (wie im 14. Jahrhundert, als die bei der Krankheit auftretende Lymphknotenschwellung als Vergiftungszeichen gedeutet wurde) mit Theriak behandelt. Die Pestgeschwüre ließ man durch Salben „reifen“ und schnitt sie dann auf, um Eiter und Blut abfließen zu lassen. Man ließ die Luft durch Feuer auf Straßenkreuzungen „reinigen“. Mancherorts sorgten Ärzte dafür, dass nach dem Tod alle Kleider und das Haus einer verstorbenen Familie verbrannt wurden. Bald kam auch die Isolierung von potenziell Infizierten zum Einsatz, meist um die 40 Tage, wodurch sich der noch heute gebräuchliche Begriff Quarantäne (frz. „quarantaine de jours“ = „vierzig Tage“) ableitet. Am 27. Juli 1377 beschloss der Stadtrat von Ragusa, dem heutigen Dubrovnik, alle Personen und Waren, die aus einer Gegend kommen, in der die Pest herrscht, einen Monat lang auf einer kleinen Insel vor der Stadt zu internieren. Anderswo wurden sogenannte Pesthäuser errichtet. Im 17. Jahrhundert wurde die Quarantäne allgemein üblich.
Demografische Analysen haben gezeigt, dass eine Sterblichkeitsrate, die die natürliche Sterblichkeit um mehr als das Vierfache übersteigt, nicht kompensiert werden kann und zur demografischen Krise führt. Paul Slack veranschlagt für eine typische Pestepidemie eine Todesrate vom 4- bis zum 12-Fachen der normalen Sterblichkeitsrate.
Girolamo Fracastoro bezweifelte als erster die Miasma-Lehre und hielt Keime für die Überträger der Seuchen. Er trennte auch erstmals die „wahre Pest“ von anderen mit „Pest“ bezeichneten Krankheiten (insbesondere „nichtpestilentialische Fieber“) und Seuchen wie Pocken und Typhus.
Ambroise Paré fiel zum ersten Mal der zeitliche Zusammenhang zwischen massenweisem Auftreten der sonst lichtscheuen Ratten infolge einer Rattenepidemie mit dem darauf folgenden Ausbruch der Pest auf. Auch seine Vermutungen fanden kein Gehör.
Die vermutlich erste medizinische Dissertation über die Pest verfasste der aus Nidda (Hessen) stammende Arzt Johannes Pistorius der Jüngere: De vera curandae pestis ratione (Über die rechte Art, die Pest zu behandeln), Frankfurt 1568. Christoph Schorer aus Memmingen veröffentlichte 1666 eines der ersten deutschsprachigen Handbücher zur Pestverhütung.

#### Pestepidemien des 19. bis 21. Jahrhunderts
Die dritte Pest-Pandemie begann in der zweiten Hälfte des 19. Jahrhunderts in Zentralasien und kostete während der nächsten 50 Jahre weltweit rund 12 Millionen Menschen das Leben. Während dieser Pestepidemie konnte der Erreger 1894 von dem französischen Arzt Alexandre Yersin identifiziert und der Übertragungsweg erklärt werden.
Die beiden größten Lungenpestepidemien traten Anfang des 20. Jahrhunderts in der chinesischen Grenzregion Mandschurei auf. Das Auftreten war vor allem an ein kaltes Klima geknüpft. Die Epidemie in der Mandschurei 1910–1911 fand im Winter (September–April) statt und war an die Hauptverkehrswege geknüpft. Die Pest wurde über 2700 km innerhalb von sieben Monaten transportiert. Es starben etwa 60.000 Menschen.
Im Jahr 1905 starben Hunderttausende durch eine Pestepidemie in Indien.
Anfang September 2017 brach auf Madagaskar eine Pestepidemie aus, die auf die Hauptstadt Antananarivo übergriff und sich dort rasch ausbreitete. Bis zum 30. Oktober forderte die Krankheit bereits über 120 Todesopfer. Anfang 2018 konnte der Ausbruch der Seuche mit Hilfe von Pestbehandlungszentren und Gesundheitsagenten, die Kontaktpersonen von Patienten mittels Schnelltest auf die Pesterreger kontrollierten, eingedämmt werden. Insgesamt erkrankten 2348 Personen, von denen etwa 10 % an der Pest starben.

## Forschungsgeschichte
Jahrzehntelang war strittig, ob es sich bei den „Pest“ genannten Seuchen, die bis in das 19. Jahrhundert Europa heimsuchten, wirklich um von Yersinia pestis verursachte Krankheiten handelte. Kritiker betonten die stark abweichende Ausbreitungsgeschwindigkeit der Pest im heutigen Indien zur Ausbreitungsgeschwindigkeit im 14. Jahrhundert. Durch vergleichende europaweite Analysen einstiger Pestopfer mittels Polymerase-Kettenreaktion sowie der Immunochromatographie zeigte sich, dass die einstigen katastrophalen Pestepidemien, die Europa seit 1347 trafen, in der Tat durch Yersinia pestis verursacht wurden, allerdings von zwei Varianten des Bakteriums, von denen die gefährlichere heute als ausgestorben gilt.

### Unterschiede in der Krankheitsbeschreibung
Letztlich stammt das Wort Pest vom lateinischen pestis und bedeutet wie auch das griechische loimós nichts anderes als „Seuche“. Es steht darüber hinaus für Unglück, Verderben, verderbliche Person oder Sache, Scheusal, Unhold, Qual, Leiden, Hungersnot. Die klassischen Texte, vom altorientalischen Gilgamesch-Epos (um 1800 v. Chr.) über die Ilias und die Aeneis bis zur Bibel, bezeichnen daher alle großen Seuchen als Pest. Manche antike und mittelalterliche Beschreibungen der „Pest“ (bzw. pestis) oder der „Pestilenz“ (bzw. pestilentia) könnten auch auf Pocken, Fleckfieber, Cholera, Typhus und Masern passen. Auch Galens Beschreibungen der Antoninischen Pest, der 180 n. Chr. Marc Aurel zum Opfer fiel und die auch „Pest des Galen“ genannt wird, entspricht weniger der Beulen- oder Lungenpest als vielmehr den Schwarzen Pocken.
Persische Ärzte haben die Pest unter dem Namen „Ta un“ ebenfalls beschrieben. Avicenna nannte als wichtigstes Symptom die Beule, die in der Schamgegend, unter den Achseln oder hinter den Ohren erscheinen könne.
Das heutige Verständnis von Krankheit unterscheidet sich fundamental von dem des Mittelalters und der frühen Neuzeit, das wesentlich von der Säftelehre Galens bestimmt war, so dass fraglich ist, ob es überhaupt möglich ist, die frühen Krankheitsbeschreibungen richtig aus der Zeit zu verstehen. Wenn man einen Satz in einer alten Quelle versteht, heißt das nicht, dass man davon dieselbe Vorstellung hat wie der Autor. Dass die Pest als einheitliche Krankheit mit einheitlicher Ursache verstanden wird, steht dem Verständnis der Krankheitsbeschreibungen des 18. Jahrhunderts entgegen. Die frühen Diagnosen gehen nur von den äußeren Symptomen („Zeichen“) aus, wobei Variationen des Krankheitsbildes sich noch im Rahmen der einheitlichen Beschreibung halten können, so dass sie dem damaligen Arzt nicht als erwähnenswert erschienen sind.
Eine bakteriologische Überprüfung von 2623 Patienten mit der Diagnose „Diphtherie“ erwies zu 1/4 bis 1/3 die Diagnose als falsch. Umso höher ist das Risiko einer retrospektiven Diagnose anhand von mittelalterlichen Krankheitsbeschreibungen. Demographische Peststudien kamen zu dem Schluss, dass die mittelalterliche Pest nicht dieselbe Krankheit wie die moderne Pest sein könne. Diese Schlussfolgerung beruht auf der Analogievorstellung, dass sich die Pest im Mittelalter genauso hätte verhalten sollen wie die moderne Pest von 1890 und dass die mittelalterlichen Krankheitsbeschreibungen mit den heutigen Mustern verglichen werden können. Hinzu kommt die Voraussetzung, dass sich das mittelalterliche Krankheitsverständnis unproblematisch neben das heutige stellen lässt. Bei diesen Gleichsetzungen handelt es sich um Ferndiagnosen über Raum, Zeit und unterschiedliche erkenntnistheoretische Rahmenbedingungen hinweg. Wie eine Krankheit diagnostisch zu klassifizieren ist, hat sich seit dem Ende des 19. Jahrhunderts geändert. Die Beschreibung „tödliche Blutkrankheit, unzweifelhaft ein adynamisches Fieber mit Intestinal- und anderen Blutungen“ für die frühneuzeitliche Seuche in einer historischen Zeitschrift von 1849 kann nicht ohne weiteres in das heutige Klassifikationssystem eingepasst werden.

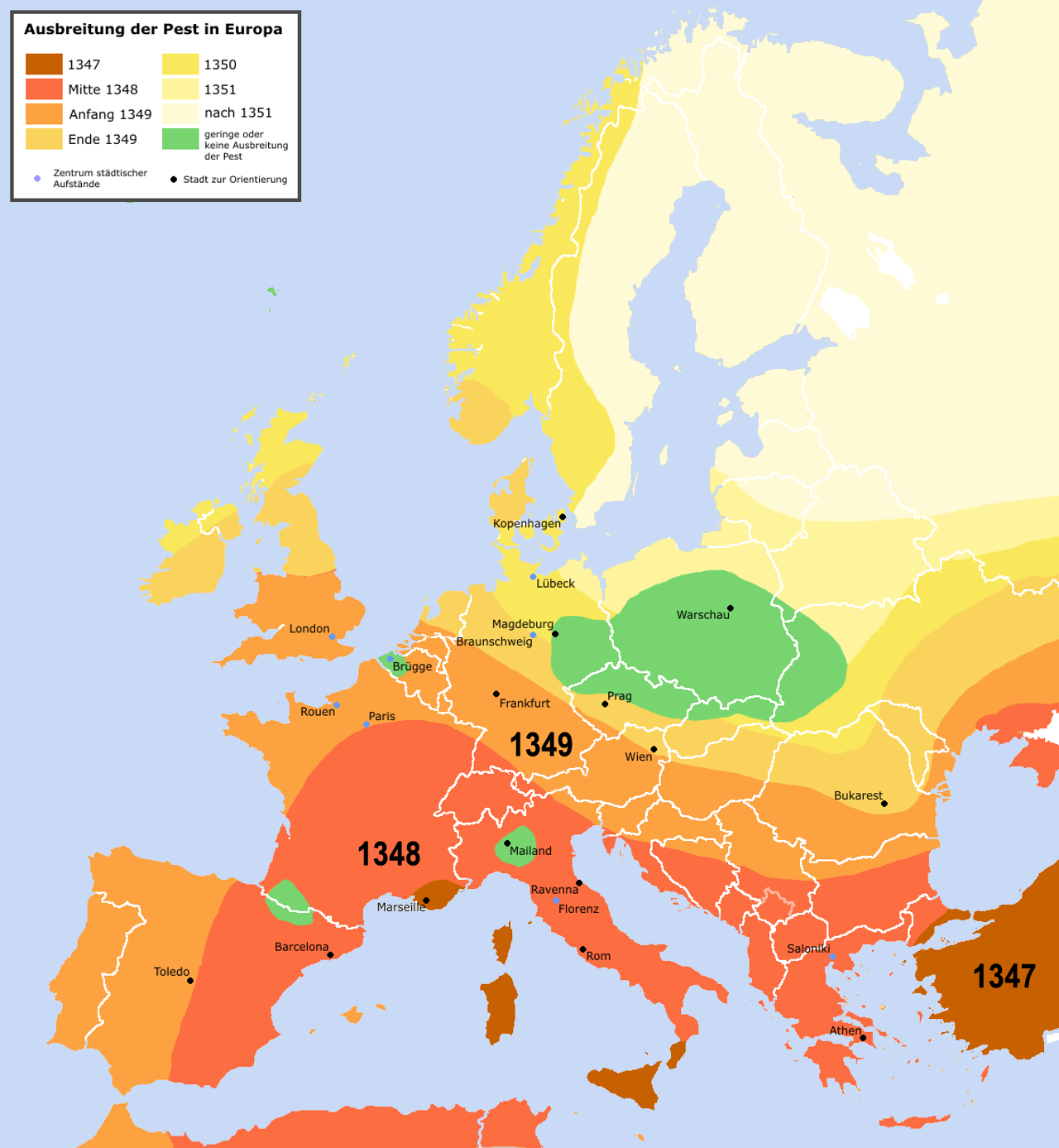
Ausbreitung der Pest in Europa zwischen 1347 und 1351

Ein prägnantes Beispiel bilden die Nachrichten über eine Pest in Island und Norwegen 1378/1379: Die norrøne Bezeichnung ist „bolna sott“, auf Isländisch „bólusótt“ und wurde als Pocken gedeutet, weil die Pocken seit 1240 epidemisch aufgetreten seien. Aber die epidemische Pockenseuche, die durch Variola major ausgelöst wird, ist erst am Anfang des 16. Jahrhunderts durch den ausgeweiteten Kontakt mit Afrika oder China eingeschleppt worden. Die Variola-Varianten, die man für das Mittelalter in Europa annimmt, waren minor (alastrim) und Orthopoxvirus vaccinia (Kuhpocken) und waren bei weitem weniger virulent und kaum imstande, Epidemien zu verursachen. Variola minor wird auch für das Mittelalter vor allem als Kinderkrankheit eingeschätzt. Außerdem scheinen die Ärzte der frühen Neuzeit große Schwierigkeiten gehabt zu haben, die Pocken von Windpocken und Masern zu unterscheiden. Die isländischen Annalen verwendeten für eine Seuche in Island im Jahre 1310 die Ausdrücke „Manndauðr mikill vm allt Skalaholtz byskups dæmi“, „Bólna sótt“, „kverka sótt“, „stinga sótt“, „Manndauðr micill“. Auf der anderen Seite kann auch Variola minor in einer isolierten und verstreut lebenden Bevölkerung in Island durchaus eine erhöhte Mortalität mit sich gebracht haben, weil keine Altersgruppe bei solch langen Zwischenräumen eine Immunität hatte ausbilden können. Daher ist es schwierig, den isländischen Annalen bei ihrer Bezeichnung zu trauen, aber eine gewisse Wahrscheinlichkeit für Pocken ist vorhanden. Am besten ist es, „Bólna sótt“ in der mittelalterlichen Terminologie als eine Krankheit aufzufassen, die Beulen oder andere deutliche Hautveränderungen erzeugt, so dass damit Pocken, Masern, Pest oder andere Krankheiten gemeint sein können.
Im Sommer 1652 trat in Kopenhagen eine Epidemie auf, die der in jener Zeit berühmte Arzt Thomas Bartholin als „Kaltes Fieber“ beschrieb, von dem er und seine Familie angesteckt worden waren. Er verabreichte ein Mittel „unicornu groenlandicum“, und die Familie genas in kurzer Zeit. Krankheit und Heilmittel stellen für die modernen Medizinhistoriker eine besondere Herausforderung dar. Manche meinen, es sei Malaria gewesen. Aber die Seuche entwickelte sich nach Bartholin weiter zu Diarrhö und Dysenterie. Bei einer Klassifikation, die von sichtbaren Zeichen ausgeht, konnten aus heutiger Sicht verschiedene Krankheiten ohne weiteres ineinander übergehen. Die eingenommene Medizin war offenbar vom Stoßzahn eines männlichen Narwal gewonnen. Dass das Pulver gewirkt haben muss, war für Bartholin mit dem Erfolg der Gesundung bewiesen.
Im 17. Jahrhundert wurden Krankheiten mit großer Gewissheit diagnostiziert, die nach heutiger Taxonomie und Nosologie nach den großen Fortschritten der Medizin sehr zweifelhaft geworden sind. In manchen Fällen ist es schwierig zu entscheiden, ob die Krankheit oder die Krankheitsbeschreibung sich verändert hat. Der sogenannte Englische Schweiß ist so eine Krankheit mit klarer zeitlicher Grenze. Er trat zwischen 1485 und 1551 auf und wurde als spezielle Krankheit mit eindeutigen Symptomen aufgefasst, die aber bis heute rätselhaft geblieben ist.

### Das Problem des Pesterregers
Über Yersinia pestis als Auslöser der mittelalterlichen Pest konnte erst im 21. Jahrhundert Gewissheit erreicht werden. Bereits früher hatten einige Forscher behauptet, die DNA von Yersinia pestis in Zähnen aus dem 14. Jahrhundert in Montpellier gefunden zu haben, andere haben in Zähnen aus derselben Zeit nichts dergleichen finden können. Insbesondere ist zu berücksichtigen, dass der Pesterreger nur dann in den Zähnen gefunden werden kann, wenn der Pesterreger in die Blutbahn gelangt ist und die Personen nach dieser Sepsis noch lange genug gelebt haben, dass der Erreger in den Wurzelkanal des Zahnes dringen konnte. Bei Menschen, die nicht an der Pestsepsis gestorben sind, findet sich das Bakterium daher auch naturgemäß nicht in den Zähnen. Auf einen weiteren Gesichtspunkt weist Ole Georg Moseng hin: Das Pestbakterium sei ein sehr flexibler Krankheitserreger. In Zeit und Raum sei Pest nicht notwendigerweise gleich Pest. Die Pest im Spätmittelalter Europas sei nicht auf die gleiche Weise aufgetreten wie in Indien am Ende des 19. Jahrhunderts.
Eine einfachere Methode, die Infektion von Yersinia pestis nachzuweisen, besteht darin, dass man nicht mehr nach der DNA des Bakteriums, sondern nach den Antikörpern sucht, die die Infektion bei dem befallenen Menschen hervorgerufen hat. Diese Methode ist zwar dann nicht mehr auf die Zähne angewiesen, sondern kann auf den ganzen Körper angewendet werden. Aber es können weniger gut Bakterienstämme unterschieden werden. Außerdem bedeutet das Vorhandensein von Antikörpern nicht notwendigerweise, dass die Person an der Pest gestorben ist.
Den ersten umfassenden durch Genomanalyse gestützten Blick auf etwa 1000 Isolate von Y. pestis gewannen Morelli und andere 2010 in einer Untersuchung, die zeigte, dass die ältesten pathogenen Stämme in China oder Russland entstanden sein mussten. Es fanden sich weitere Zusammenhänge in der Ausbreitung der Stämme mit dem Handel über die Seidenstraße, den Expeditionen von Zheng He und der dritten Pandemie von 1894. Der Notar Gabriele de’ Mussi aus Piacenza berichtete (aus zweiter Hand) von biologischer Kriegsführung während der Belagerung der genuesischen Handelsstadt Kaffa auf der Krim im Jahr 1346, bei der die tatarischen Belagerer Pestleichen mit Wurfmaschinen in die Stadt schleuderten. Vielfach wurde vermutet, dass der Schwarze Tod in Europa durch genuesische Flüchtlinge aus Kaffa seinen Ausgang nahm. Diese Vermutung ist heute weitgehend widerlegt.
Im Jahr 2011 schließlich hatten Bos, Schuenemann und andere die Gelegenheit, das Genom von Pestkeimen zu untersuchen, die aus Zähnen mittelalterlicher Londoner Leichen isoliert werden konnten. Ein Vergleich mit anderen bekannten Stämmen zeigte, dass es sich um Stämme handelte, die mit den ältesten Stämmen aus China am nächsten verwandt sein müssen. Das bedeutet beispielsweise, dass die mittelalterliche Epidemie tatsächlich von Asien ausging. Es bedeutet überraschenderweise auch, dass, wenn es wirklich noch frühere Pestepidemien gab, deren Keime ausgestorben sind, da alle heute bekannten Stämme Abkömmlinge des Mittelalter-Keims sind.
Im Mittelalter und in der Neuzeit bis ins 19. Jahrhundert stellte sich die Frage nach einem besonderen Pesterreger nicht, da Miasma und Planetenkonstellationen ein nicht hinterfragtes Erklärungsmuster waren. Allerdings entdeckte bereits 1656 Athanasius Kircher, dass im Blut der Pestkranken sich kleine Lebewesen bewegten.

„Das Pestmiasma ist nichts anderes, als eine Schar kleiner Würmerlien, welche in der Luft herumfliegen, und wenn sie durch den Atem in den Leib eingezogen werden, desselben Geblüt verderben und die Drüsen zersetzen. Wenn sie nun wiederum aus einem so angesteckten Leib herausfliegen und von einem Gesunden aufgenommen werden, wird mit ihnen die Pest fortgepflanzt.“

Wenn das auch nicht die Pestbakterien sein konnten, da diese mit den damaligen Instrumenten nicht erkennbar waren, sondern eher Leukozyten, so kam er der Ursache doch schon sehr nahe. Ihm schlossen sich bald weitere Ärzte, unter anderen Borelli, an, die bei Pest, Pocken und weiteren Krankheiten die gleiche Beobachtung gemacht hatten.
Linné (1760) meinte, dass die „Würmchen“, die häufig mit Milben verglichen wurden, bestimmte Zeiten hätten, wo sie äßen, schliefen und sich vermehrten: Dadurch erklärte er die „periodischen Paroxysmen“ mancher Krankheiten. Auf die Praxis hatten diese Entdeckungen allerdings keinen Einfluss.

### Das Problem der Rattenvorkommen

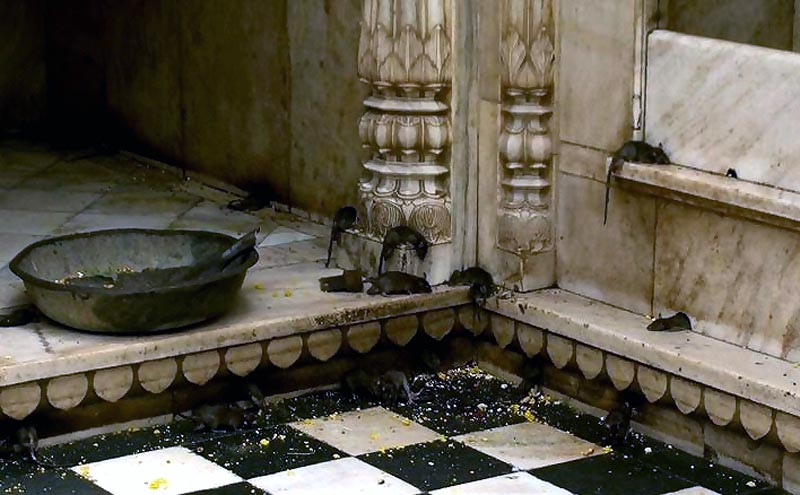
Hausratten (Rattus rattus)

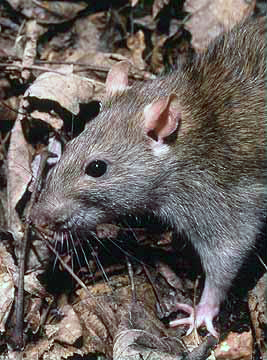
Wanderratte (Rattus norvegicus)

Im Allgemeinen ging man davon aus, dass die Wanderratte erst spät nach Norden gekommen sei. Sie wurde in England nicht vor 1727, in Paris nicht vor 1753 beobachtet. Dabei ist aber zu berücksichtigen, dass das 18. Jahrhundert die Zeit war, in der die Taxonomie entwickelt wurde und das Interesse an der Klassifikation entstand. Der Name Rattus rattus für die Hausratte wurde zum Beispiel 1758 vom Vater der Taxonomie Carl von Linné vergeben. Dass diese Tiere in dieser Zeit als eigene Art wahrgenommen wurden, heißt nicht, dass sie nicht schon vorher da gewesen sind. Es wurde sogar vermutet, dass die Einwanderung der Wanderratte das Ende der Pestepidemie in Europa eingeleitet habe, indem sie den Kulturfolger Hausratte, die fälschlicherweise als Hauptquelle der Pestepidemien galt, verdrängt habe. Allerdings lebt die Hausratte (oder Schwarze Ratte) eher im Haus und ist auch die klassische Schiffsratte, während die Wanderratte (Braune Ratte) eher im Keller und in Kloaken haust und von menschlichen Nahrungsmitteln weniger abhängig ist als die Hausratte. Daher ist diese These problematisch. Der Historiker Vasold, der sich sehr intensiv mit der Pest beschäftigt hat, weist jedoch darauf hin, dass der Ausbruch in Moskau im Jahre 1771 zu einem Zeitpunkt erfolgte, als dort nur Wanderratten vorkamen. Oft wurde vorgebracht, dass es in Europa im Mittelalter nicht genügend Ratten gegeben habe, die eine solche Epidemie hätten auslösen können. Deshalb vermutete man, dass es sich bei der Seuche nicht um Pest, sondern um Milzbrand gehandelt habe. Auf Grund der klimatischen Bedingungen könnten die Verhältnisse in Indien nicht auf Europa im Mittelalter übertragen werden. Auch der Unterschied in der Ausbreitungsgeschwindigkeit sei zwischen den beiden zu groß. Aber bereits 1941 veröffentlichten die Pestforscher Blanc und Baltazard vom Pasteur-Institut ein alternatives Verbreitungsmodell von Yersinia pestis über den Menschenfloh Pulex irritans. Wegen der Kriegszeiten gelangte die Arbeit nicht in den englischen Sprachraum. Vielmehr wurde dort die Arbeit von Fabian Hirst The Conquest of Plague von 1953 maßgeblich. Sie beruhte auf Forschungen in Colombo auf Sri Lanka. Arbeiten aus der Zeit nach 1934 sind unterrepräsentiert. Gleichwohl wurde dieses Werk die Hauptquelle der Vertreter alternativer Krankheitsmodelle der Pest, wie Shrewsbury, Twigg, Scott, Duncan und Cohn. Heute wird der notwendige Zusammenhang zwischen Ratte und Pest kaum noch vertreten.
David E. Davis schloss aus dem Fehlen der Ratte in Text und Bild, dass im Mittelalter die Ratte nicht verbreitet gewesen sei. Obgleich er 15 Funde von Knochen von Ratten in Großbritannien für das 11.–15. Jahrhundert nachwies, hielt er daran fest, dass diese nicht die Seuche hätten verbreiten können. Eine ausreichende Rattenpopulation habe sich erst nach 1450 entwickelt. Er akzeptierte die Ratte als Ursache daher erst für die Pestausbrüche von 1666 in Mailand und London. Für die Zeit davor postulierte er die Direktübertragung von Mensch zu Mensch. In Wirklichkeit finden sich vereinzelt doch Nachrichten über Ratten. Schon Avicenna beobachtete das der Pest vorangehende Rattensterben, ohne allerdings einen Zusammenhang zu erkennen. Im Qanun fi t-Tibb schrieb er: „Man sieht (vor Pestzeiten) Ratten und andere unterschiedliche Tiere auf die Oberflächen kommen und sich wie betrunken gebärden.“ Nachrichten anderer arabischer Ärzte sind nicht bekannt. Im Anschluss an Avicenna berichtet auch der christliche Arzt Joannes filius Mesue (Pseudo-Mesuë) († um 1015), dass Mäuse und Reptilien an die Oberfläche kämen und stürben. Ein anonymer italienischer Chronist erwähnt das Vorkommen eines großen Rattenschwarms in Verbindung mit einer Pestepidemie in Arsizio zwischen Como und Mailand im Jahr 1630: Sie seien zu Hunderten in jedem Haus gewesen, und es seien so viele gewesen, dass es nicht gelang, sich vor ihnen zu schützen. Die Überlieferung ist auf diesen Gesichtspunkt hin nicht ausreichend ausgewertet. Nach dem Schwarzen Tod im 14. Jahrhundert häuft sich die Pestliteratur. Soweit es sich um das Verhalten von Tieren handelt, wurde offensichtlich Avicenna rezipiert. Bemerkenswert ist dabei, dass das Verhalten der im Boden lebenden Tiere, Mäuse, Ratten, Maulwürfe und Schlangen nicht auf die Pest, sondern auf Fäulnisprozesse im Boden zurückgeführt wurde.
Offensichtlich entstammt keiner dieser vielen Berichte eigener Anschauung, sondern gelehrtem Literaturstudium. Keiner der späteren Autoren, von denen hier nur einige genannt sind, hat die Beobachtung Avicennas übernommen, dass die Nager wie betrunken umherlaufen. Hier spielten auch die alten Lehren der Physiologie von der „Generatio spontanea“ hinein, dass die niederen Tiere, zu denen man auch die Mäuse rechnete, sich im faulenden Boden entwickelten. Man meinte sogar, dass man im faulenden Nilschlamm bisweilen halbfertige Mäuse finden könne. Die Zunahme der Fäulnis vertreibe dann die Tiere aus ihren Höhlen. Da das Miasma auch in der Luft gedacht wurde, berichtete man, dass auch Vögel von der Pest ergriffen worden seien und schleunigst flüchteten. Die Wissenschaft bestand eben noch nicht in eigener Beobachtung, sondern im fleißigen Kompilieren von Autoritäten.
Für die Ausbreitung einer Pestepidemie muss die Rattenpopulation nicht besonders hoch sein, und der Ausbruch einer Epidemie muss nicht jedes Mal aufs Neue von außen in die Population hineingetragen werden. Es gab ständig wiederkehrende Pestausbrüche in regelmäßigen Rhythmen von kurzer Dauer. Eine hohe Todesrate über ein, zwei Jahre wurde von längeren pestfreien Perioden abgelöst. Dafür wurde der Begriff der „Metapopulation“, die mehrere lokale Populationen umfasst, die miteinander in Kontakt stehen, geschaffen. Rattengruppen können so für eine dichtbesiedelte Stadt als eine Metapopulation zusammengefasst werden. Rechenmodelle zeigten, dass die Pest unter Ratten viele Jahre aufrechterhalten werden konnte, bis sie recht schnell ein Niveau erreichte, in der die Reproduktionsrate der Ratten nicht mehr hoch genug war und das Infektionspotential für Menschen sich akut erhöhte, weil die infizierten Flöhe nunmehr gezwungen waren, Menschen anzugehen. Daraus ergibt sich, dass die Beulenpest innerhalb kleiner Rattenpopulationen überdauern kann. Eine Metapopulation von 50.000 Ratten kann jahrelang ein Pestreservoir bilden, auch wenn Einzelpopulationen zwischendurch aussterben. 3000 Ratten pro halbem Quadratkilometer sind ausreichend. Als Pestreservoire kommen insbesondere Hafenstädte in Betracht, von wo aus mit Schiffsfracht die Ratten über weite Strecken verbreitet werden.
Neueres archäologisches Material gab neue Einsichten: Bei 143 Fundstellen aus der Zeit zwischen dem 9. und 15. Jahrhundert zeigte sich, dass es viele große Rattenpopulationen gab: Bei der Hälfte der Fundstellen handelt es sich um 9 Ratten pro Fundstelle. 1/5 der Fundstellen beherbergte 10 oder mehr Ratten, und 12 der ergiebigsten Rattenfunde stammen aus dem 13. Jahrhundert und später. Auf Grund dieser Ergebnisse ist die Annahme zulässig, dass die Pest im Mittelalter und in der frühen Neuzeit tatsächlich von den Ratten ausging. Seit dem Hochmittelalter scheint die Ausbreitung umfassend gewesen zu sein. Da sich Ratten nur notgedrungen mehr als wenige 100 m bewegen, müssen sie sich über den Warentransport verbreitet haben.
Neuere Untersuchungen haben aber ergeben, dass in Nordeuropa (Großbritannien und Skandinavien) die Rattenpopulationen, abgesehen von den größeren Handelsstädten an den Küsten, für eine flächendeckende Ausbreitung der Pest nicht groß genug waren. Der dänische Bischof, Historiker und Ornithologe Erik Pontoppidan der Jüngere (1698–1764) stellte fest, dass die Ratten weiter im Norden als bis Helgeland nicht leben könnten, wo sie allerdings mit Schiffen vom Süden her eingeschleppt seien und vor dem nächsten Frühjahr stürben.

### Das Problem der Flohart
Bei Ausgrabungen wurde in der Zeit von der Jüngeren Steinzeit bis zum 16. Jahrhundert vor allem Pulex irritans gefunden. Dazu kamen Hunde- und Katzenflöhe sowie einzelne Exemplare von Nosopsyllus fasciatus in Funden aus der Römerzeit. Xenopsylla cheopis, der für die Pest Ende des 19. Jahrhunderts in Indien verantwortlich war, wurde nirgends und in keiner Periode gefunden. Die Gründe dafür, dass dieser Rattenfloh als Überträger in Europa nicht in Betracht kommt, sind im Artikel Rattenfloh erörtert. Die Autoren schließen Xenopsylla cheopis als Überträger der Pest in Europa aus. Stattdessen wird Pulex irritans als reichlich vorkommende Art erwogen.

## Kulturelle Aspekte

### Gesellschaft
Kaum eine andere Katastrophe prägte die kollektive Vorstellung von Machtlosigkeit, Untergang und Unglück so sehr wie die Heimsuchung durch die als Pest bezeichneten Seuchen.
Die Seuchen hatten auch Einfluss auf politische Veränderungen. Die Bemühungen des oströmischen Kaisers Justinian, das ostgotische Reich in Italien zurückzuerobern, scheiterten 542 an der Epidemie. Das Oströmische Reich wurde 570 so geschwächt, dass die Langobarden 571 die Poebene erobern konnten. 628 wütete die Pest im byzantinischen Syrien und im sassanidischen Mesopotamien dermaßen, dass es den Arabern ohne besondere Schwierigkeiten gelang, das persische Kaiserreich im Osten und den Osten des byzantinischen Reiches zu erobern. 637 fiel dem Kalifen Omar das von der Pest verheerte Damaskus kampflos zu. Auch die Kreuzzüge wurden durch die Pest stark behindert, und es starben häufig mehr Kreuzzügler an den Seuchen als in den Kampfhandlungen.
In China führte eine verheerende Pest im 14. Jahrhundert zur Vernachlässigung der Infrastruktur, insbesondere der Dämme, was verheerende Überschwemmungen der Ackerbaugebiete und Hungersnot zur Folge hatte. Die Mongolenherrschaft wurde derart geschwächt, dass sie von der einheimischen Ming-Dynastie abgelöst wurde.
Die Ostkolonisation des Deutschen Ordens im 14. Jahrhundert geriet ins Stocken. Die Meinung, das Massensterben hätten die Juden durch Vergiftung von Brunnen verursacht, führte zu Judenpogromen (Pestpogromen), bei denen 350 jüdische Gemeinden zerstört wurden und die „erst durch den Genozid Hitlers übertroffen“ wurden. Die Auffassung, dass es sich um eine Strafe Gottes handele, ließ die Geißlerumzüge entstehen.
Pestepidemien in Norwegen und die Dezimierung der Bevölkerung durch die Pestseuchen waren mitursächlich für den vorübergehenden Verlust der Eigenstaatlichkeit.
Die Auffassung, dass schlechte Luft, das Miasma, die Pest verursache, führte zu vielen Maßnahmen in den Städten, die zwar zunächst lediglich den Gestank bekämpften, aber auch indirekt die hygienischen Zustände verbesserten. Häufige Brände befreiten die Städte zeitweise von der Rattenplage. Es wurde die Quarantäne eingeführt. Hinzu kam der Pestbrief, ein Gesundheitspass, der an der Grenze vorzuzeigen war und die Pestfreiheit des Herkunftsortes des Reisenden bescheinigte.

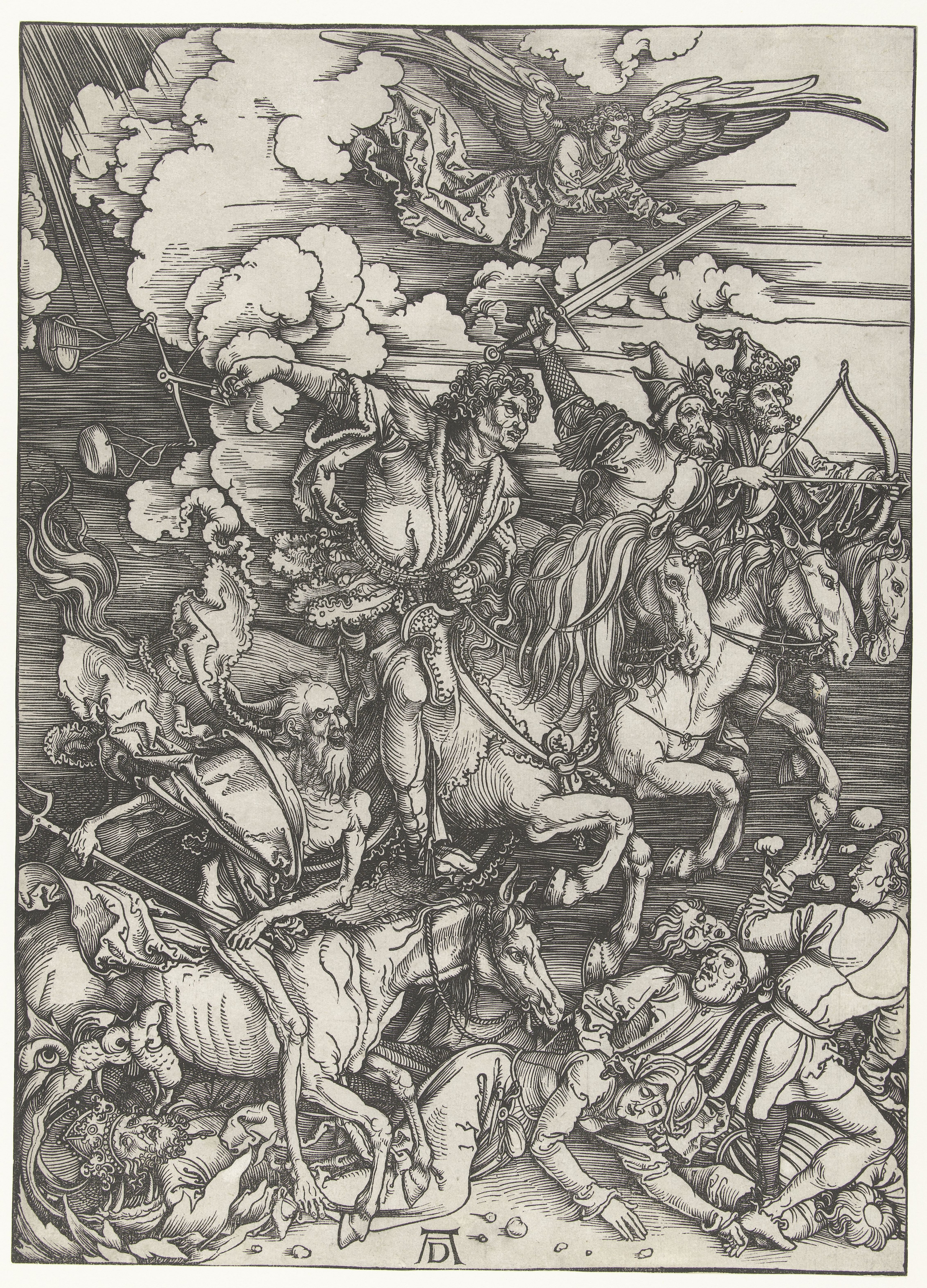
Die apokalyptischen Reiter. Holzschnitt von Albrecht Dürer (1498)

### Kunst

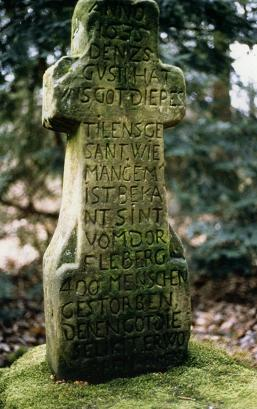
Pestsäulen und Pestkreuze zeugen vom Gedenken an die Opfer der Pest

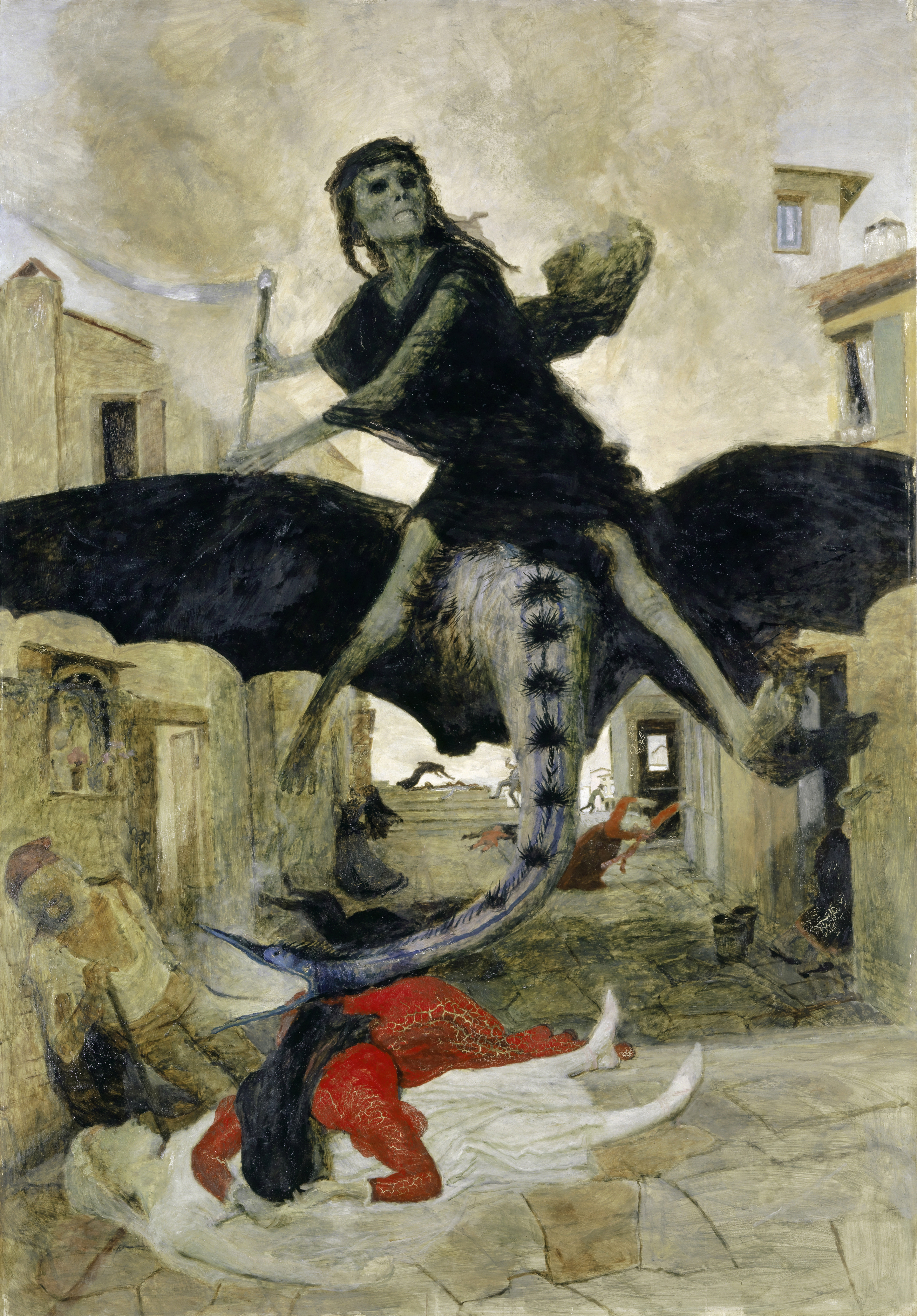
Die Pest (Arnold Böcklin, 1898)

Vor allem die Pestepidemie des 14. Jahrhunderts hat sich stark auf Kunst und Literatur ausgewirkt. Die Menschen erwarben sogenannte Pestblätter, um sich mit Hilfe der darauf abgebildeten Heiligen vor der Pest zu schützen.
Sehr oft wurde der „schwarze Tod“ als Knochenmann (oder halbverwester Leichnam) dargestellt, der Pfeile wirft, häufig auf einem galoppierenden Pferd sitzend. 1350 schuf Francesco Traini die Wandmalereien des Camposanto von Pisa. Der Tod (la morte) ist hier kein Gerippe, sondern eine schwarz gekleidete alte Frau, die mit wehenden Haaren und einer breitschneidigen Sichel in der Hand auf eine Gruppe sorgloser junger Menschen herabfährt. Ein Meisterwerk der Sepulkralkunst, das auf das veränderte Bild des Todes in der spätmittelalterlichen Kunst hinweist, ist das gegen Ende des 14. Jahrhunderts entstandene Grabmal des Kardinals La Grange. Der Kardinal ist als fast nackter, verwesender Leichnam dargestellt, und die Inschrift mahnt alle noch Lebenden, wie nichtig das Leben sei: „Was blähst du dich auf in deinem Stolz. Staub bist du und Staub musst du werden, ein verfaulter Kadaver, die Speise der Würmer.“
Die schwere Pest in Paris 1348 gilt als Anstoß für die Darstellungen des Totentanzes. Diese Wandbilder an Friedhofs-, Kloster- oder Kirchenmauern zeigten einen langen Reigen von Menschen aller Stände (von Papst und Kaiser über Mönch und Arzt bis zum Handwerker und sogar dem Wiegenkind), und jede Person hatte den Tod als unwiderstehlichen Tanzpartner – ein dezenter Hinweis darauf, wie schnell jeder Betrachter sich vor dem Ewigen Richter wiederfinden könnte. Gedruckte Sammlungen solcher Bilder (wie die Imagines mortis von Hans Holbein) gingen bald dazu über, das Eingreifen des Todes in besonders plastischen Momenten des prallen Lebens darzustellen – eine gern genutzte Gelegenheit, (mehr oder minder) dezente Kritik an den Abgebildeten unterzubringen.
Nach dem Abklingen der Pest wurde die Wiener Pestsäule errichtet, die als Vorbild für zahlreiche Pest- und Dreifaltigkeitssäulen im Gebiet der gesamten Habsburgermonarchie stilbildend wirkte.
Das Denkmal Es pastoret (dt.: Der Hirte) in Son Servera auf der spanischen Insel Mallorca erinnert an die Pestopfer des Jahres 1820.

### Literarische Rezeption
Die frühesten Seuchenberichte stammen von antiken Autoren wie Homer (Schilderung der Pest im Lager der Griechen vor Troja), Thukydides, Lukrez, Prokopios von Caesarea und Ovid. In Buch VII, 501–613 seiner Metamorphosen berichtet Ovid sehr detailliert über die Pest von Aegina. Besonders Thukydides berichtet bereits von der demoralisierenden Wirkung und den sozialen Auflösungserscheinungen, die die Seuche begleiteten. Das Gleiche beklagte der Dichter Freidank anlässlich des Massensterbens in Akkon.
Giovanni Boccaccio schrieb vor dem Hintergrund der Pest, die 1348 in Florenz wütete, seine Novellensammlung Il Decamerone: Sieben Damen und drei junge Männer fliehen vor der Pest aus Florenz auf einen Landsitz. In einem bemerkenswerten Kontrast zu der Düsterkeit und Dramatik der Pestschilderungen stehen dabei die erotisch-heiteren Geschichten, die sich die zehn Florentiner zur Unterhaltung erzählen. Sie finden einen Ausweg aus der Katastrophe in einem leichteren Leben. Die außergewöhnliche Situation der Pest gibt ihnen die Möglichkeit, in ihren Erzählungen die mittelalterlichen Normen und Werte zu hinterfragen.
Für die späteren Pestausbrüche finden sich nur wenige zeitnahe Darstellungen. 1722 erschien in London A Journal of the Plague Year, (deutsch: Die Pest zu London) des englischen Journalisten und Schriftstellers Daniel Defoe. Der Text wurde zu einem Zeitpunkt anonym veröffentlicht, als ein Pestausbruch in Südfrankreich eine erneute Heimsuchung durch diese Krankheit befürchten ließ, und fand eine breite Leserschaft.
Es handelt sich um eine von einem Ich-Erzähler geschriebene fiktionale, aber auf Tatsachen beruhende Darstellung der Ereignisse in London vom September 1664 bis Anfang 1666 mit zahlreichen realistischen und auch realen Details, die „den Eindruck [erweckt], der Augenzeugenbericht eines Londoner Bürgers zu sein.“ Dieser „Eindruck eines historisch zuverlässigen Dokuments, eines Berichtes von geschichtlichen, nicht nur imaginären Ereignissen zur Zeit der letzten großen Pest von London im Jahre 1665, ist so stark, dass Defoes Erzählung schon im Augenblick des Erscheinens und dann zwei Jahrhunderte lang in der Kulturgeschichte wie in der medizinischen Forschung als wichtigste Quelle[!] für diese Epidemie galt.“
Defoe war jedoch zum Zeitpunkt des Ausbruches noch ein Kind von vier oder fünf Jahren; die Erzählung aber schildert den Pestausbruch aus der Sicht eines erwachsenen Mannes, der in sachlichem Ton die Ereignisse beschreibt und mitleidsvoll und einfühlsam die Reaktionen seiner Mitbürger verfolgt.
In I Promessi Sposi schildert Alessandro Manzoni das Wüten der Pestepidemie im Mailand des Jahres 1630. Seiner Darstellung liegen Berichte mehrerer Zeitzeugen zugrunde, namentlich die Historiae Patriae des Historiografen Giuseppe Ripamonti (1573–1643) und die Pestchronik des Arztes Alessandro Tadino (Ragguaglio dell’origine et giornali successi della gran peste contagiosa, venefica et malefica, seguita nella città di Milano …), die 1648 erschienen war. Goethe – vermutlich der erste deutsche Leser von Manzonis Roman (dieser hatte ihm die Promessi Sposi gleich nach dem Druck des dritten Bandes 1827 zugesandt) – bemerkte zwar, der Autor stehe in den Pestkapiteln „als nackter Historiker“ da, und bemängelte das „umständliche Detail“ bei Dingen „widerwärtiger Art“. Dessen ungeachtet gilt die erbarmungslos präzise Schilderung der Seuche in den Promessi Sposi heute als ein Glanzpunkt der italienischen Prosa. Mit Ereignissen in Mailand während des Pestjahrs 1630 beschäftigt sich auch Manzonis 1829 entstandene Storia della Colonna Infame.
Edgar Allan Poe schuf 1835 die burleske Erzählung König Pest, in der die Titelfigur allegorisch den Schrecken aller Schrecken verkörpert, von zwei bezechten Seeleuten aber besiegt wird. Poes Erzählung Die Maske des Roten Todes von 1842 wurde durch seine Erinnerung an die Choleraepidemie in Baltimore angeregt, die er 1831 miterlebt hatte, zeigt aber Parallelen zu anderen Pesterzählungen. Obwohl eine Seuche (der Rote Tod, Red Death) Massen von Menschen dahinrafft, gibt Prinz Prospero, der auf sein Schloss geflüchtet ist, einen pompösen Maskenball. Die Flucht vor der Epidemie in Vergnügungen erinnert an die Rahmenerzählung von Boccaccios Decamerone, doch nimmt Poes Geschichte eine andere Wendung: Der Rote Tod kommt „wie ein Dieb in der Nacht“, dringt trotz der verschweißten Tore in das Schloss ein und tötet den selbstherrlichen Prospero und die gesamte Festgesellschaft.
In der Rahmennovelle Die schwarze Spinne verarbeitete Jeremias Gotthelf 1843 alte Sagen über einen Handel mit dem Teufel zu einer gleichnishaften Erzählung über die Pest.
In Wien entstand während der Pestepidemie von 1679 der – seinem eigentlichen Anlass und Inhalt nach heute oft gar nicht mehr verstandene – Gassenhauer O du lieber Augustin, alles ist hin (vgl. Marx Augustin), der der Pest einen Galgenhumor entgegensetzt.